# 5. März
Der 5. März ist der 64. Tag des gregorianischen Kalenders (der 65. in Schaltjahren), somit bleiben 301 Tage bis zum Jahresende.

## Ereignisse

### Politik und Weltgeschehen

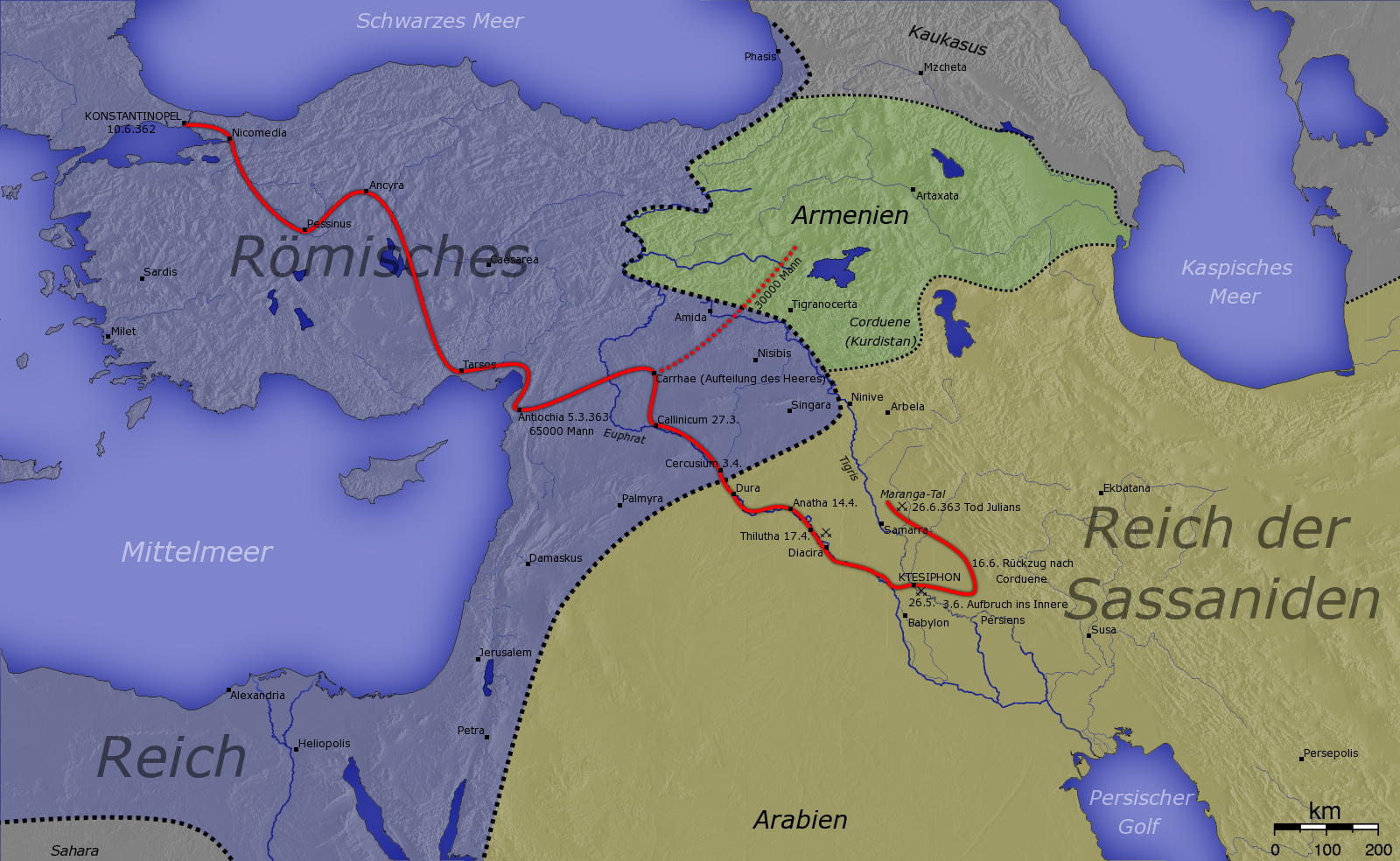
363: Julians Feldzug in das Sassanidenreich

- 0363: Der römische Kaiser Julian bricht von Antiochia zum Feldzug gegen die Sassaniden auf.
- 0493: Erzbischof Johannes lässt nach dem Vertragsschluss vom 27. Februar zwischen dem Rex Italiae Odoaker und dem Ostgotenkönig Theoderich die bisher auf Weisung Odoakers verschlossenen Stadttore öffnen. Theoderich zieht in Ravenna ein.

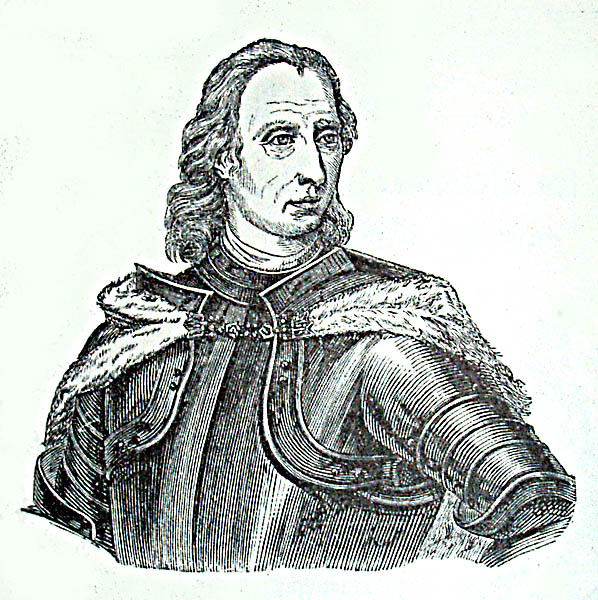
1460: Christian I.

- 1460: Mit der Unterzeichnung des Vertrages von Ripen wird der dänische König Christian I. auch Herrscher über Schleswig und Holstein.
- 1684: Durch die Vermittlung von Papst Innozenz XI. wird die Heilige Liga zwischen dem Heiligen Römischen Reich, Polen-Litauen und Venedig als Kampfbund gegen die Osmanen gegründet.
- 1689: Mannheim wird im Pfälzischen Erbfolgekrieg von französischen Truppen niedergebrannt.
- 1768: Ein Stummer Sejm, der Repnin-Sejm, entscheidet sich für Russland als Schutzmacht für bestimmte Rechte in Polen. Kritiker der antirussischen Konföderation von Bar sind von den Beratungen ferngehalten.

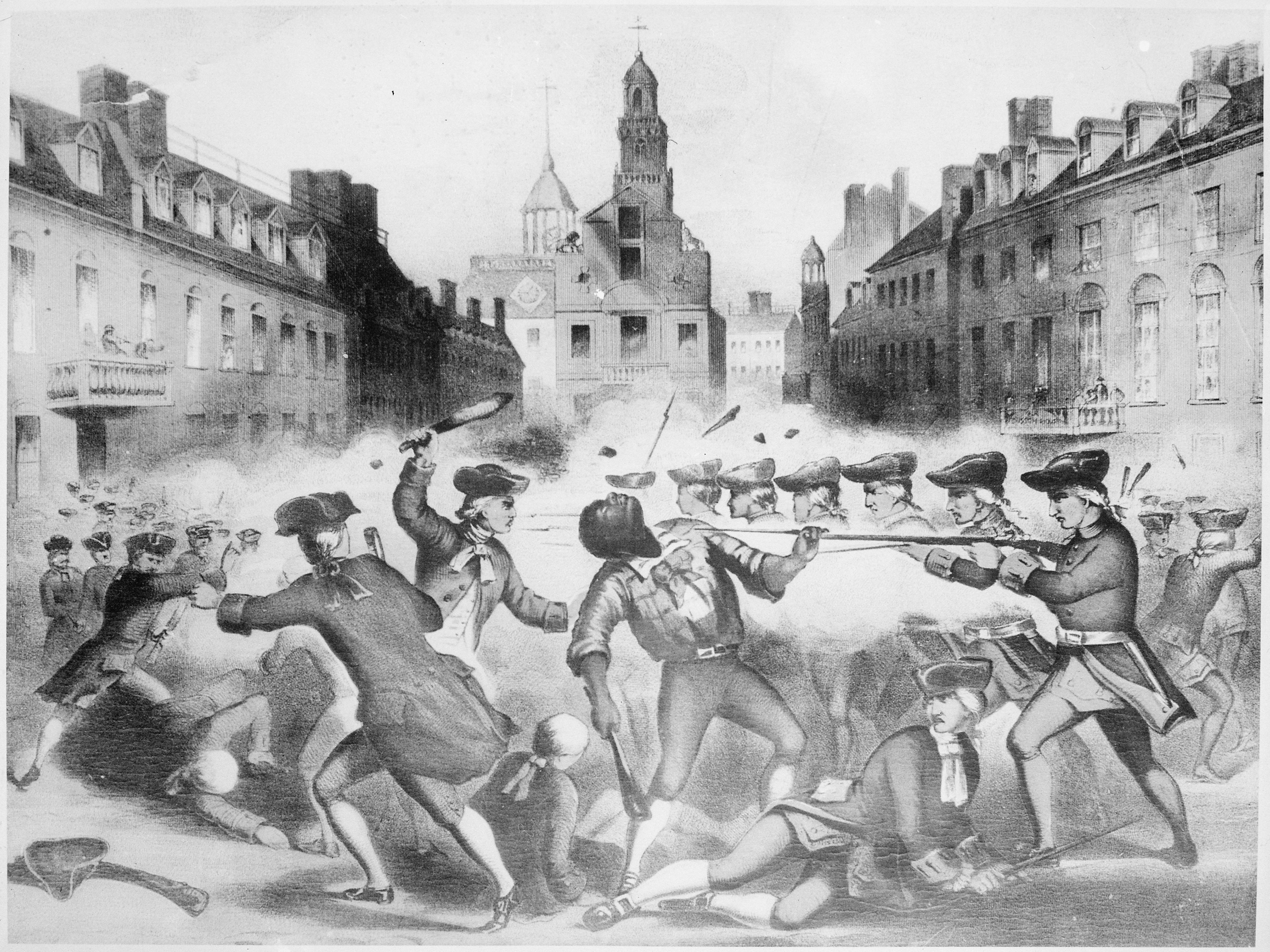
1770: Boston Massacre

- 1770: Beim Massaker von Boston werden bei einer Straßenschlacht fünf Zivilisten durch eine provozierte britische Bewachungseinheit getötet. Der Vorfall schürt weitere Unzufriedenheit in den nordamerikanischen Kolonien.

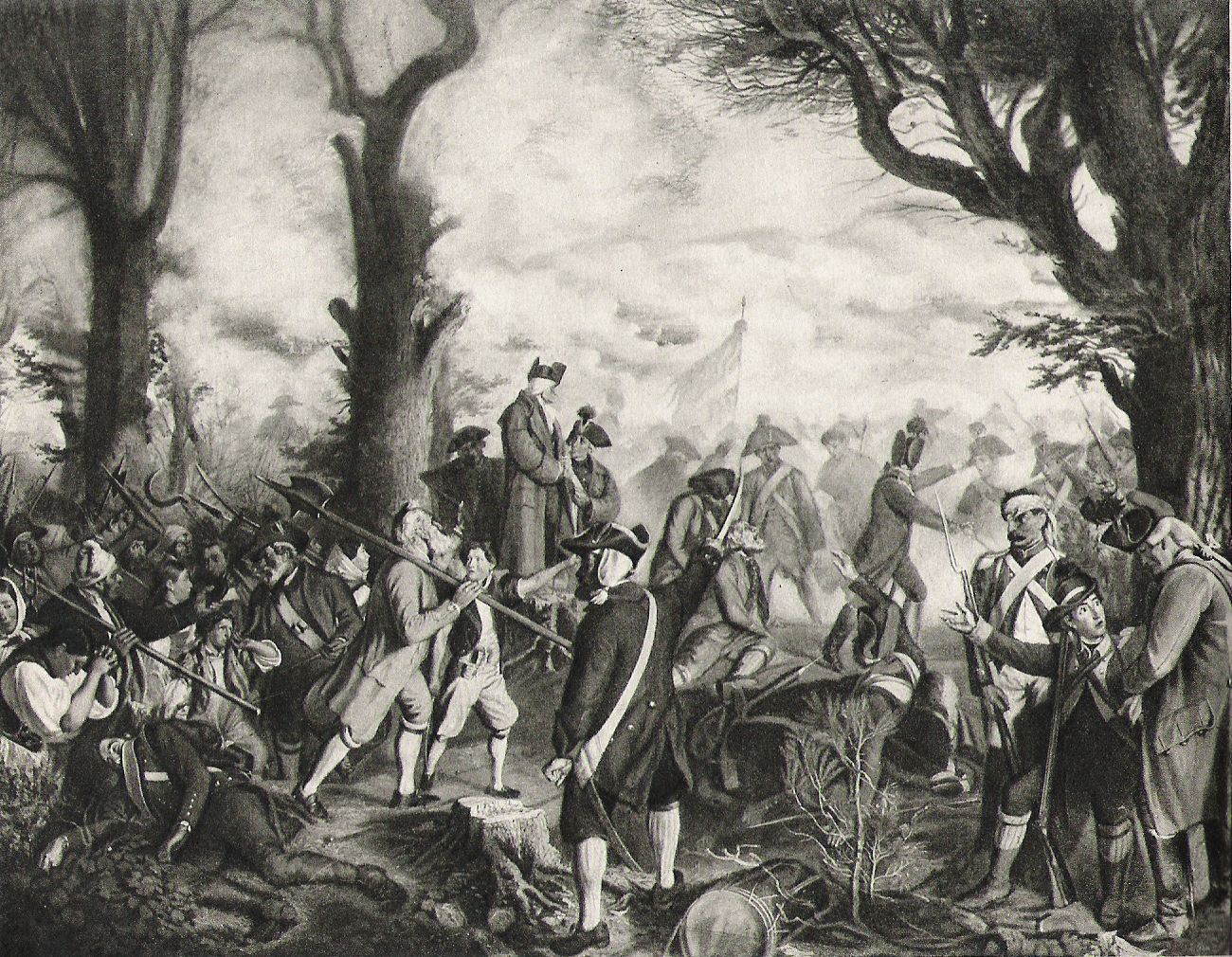
1798: Schlacht am Grauholz

- 1798: Unter dem Kommando Johann Rudolf von Graffenrieds siegen die Berner im Gefecht bei Neuenegg über zahlenmäßig mehrfach überlegene französische Truppen, können aber nach der am gleichen Tag erlittenen Niederlage in der Schlacht am Grauholz den Zusammenbruch des Ancien Régime nicht mehr verhindern. Die Alte Eidgenossenschaft endet und wird durch die Helvetik ersetzt.

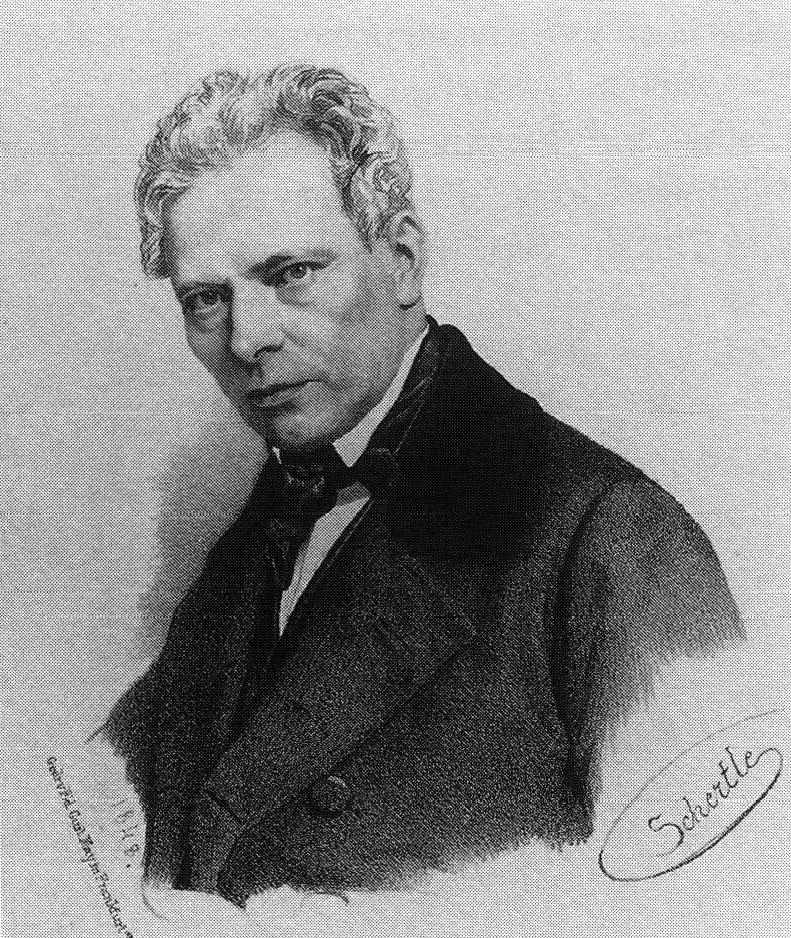
1848: Carl Theodor Welcker

- 1848: Die Heidelberger Versammlung der 51 beschließt während der Märzrevolution auf Vorschlag von Carl Theodor Welcker die Einsetzung eines Siebenerausschusses, welcher wiederum zum Vorparlament lädt, eine wichtige Vorentscheidung für das Entstehen der Frankfurter Nationalversammlung.
- 1884: Die Deutsche Freisinnige Partei wird aus der Fusion der Deutschen Fortschrittspartei und der Liberalen Vereinigung, einer linksliberalen Abspaltung der Nationalliberalen Partei, unter Führung von Franz August Schenk von Stauffenberg gegründet.
- 1918: Die von August von Mackensen befehligten Truppen der Mittelmächte erzwingen in Rumänien den Vorfrieden von Buftea und beenden damit ihre Kampfhandlungen im Osten. Der deutsche Einfluss auf das Regentschaftskönigreich Polen wächst.
- 1933: Bei der Reichstagswahl erreicht die NSDAP mit einem Anteil von 43,9 Prozent die meisten Stimmen. Es ist die letzte Reichstagswahl im Mehrparteiensystem.
- 1940: Josef Stalin und weitere Mitglieder des Politbüros der KPdSU unterzeichnen den Befehl zur Exekution von „Nationalisten und konterrevolutionären Aktivisten“ in den von der Sowjetunion besetzten Gebieten Polens. Beim darauf folgenden Massaker von Katyn werden ca. 20.000 polnische Intellektuelle und Beamte ermordet.
- 1945: Ein Bombenangriff auf Chemnitz im Zweiten Weltkrieg zerstört den Großteil der Stadt und fordert zahlreiche Todesopfer. Chemnitz wird daraufhin vom Luftfahrtministerium zur „toten Stadt“ erklärt.
- 1946: In einer Rede im Westminster College in Fulton, Missouri verwendet der ehemalige britische Premierminister Winston Churchill den Ausdruck Eiserner Vorhang, hinter dem in Europa der sowjetische Wirkungskreis existiere.
- 1969: Der SPD-Politiker Gustav Heinemann wird von der Bundesversammlung im dritten Wahlgang zum dritten deutschen Bundespräsidenten gewählt.
- 1970: Der Atomwaffensperrvertrag, der den Besitz und die Weiterverbreitung von Atomwaffen sowie die friedliche Nutzung der Kernenergie zum Gegenstand hat, tritt in Kraft.
- 1981: In Nürnberg werden im Zuge der Massenverhaftung von Nürnberg 141 Personen nach einer Demonstration in der Innenstadt inhaftiert.
- 1983: in Simbabwe begeht die 5. Brigade  bei Lupane ein Massaker, bei dem 55 junge Männer und Frauen sterben, nur sieben überleben.
- 1987: Auf Initiative des Verlegers Gerhard Frey, Herausgeber der National-Zeitung, wird in München die vom Verfassungsschutz später als rechtsextrem eingestufte Partei Deutsche Volksunion – Liste D gegründet.

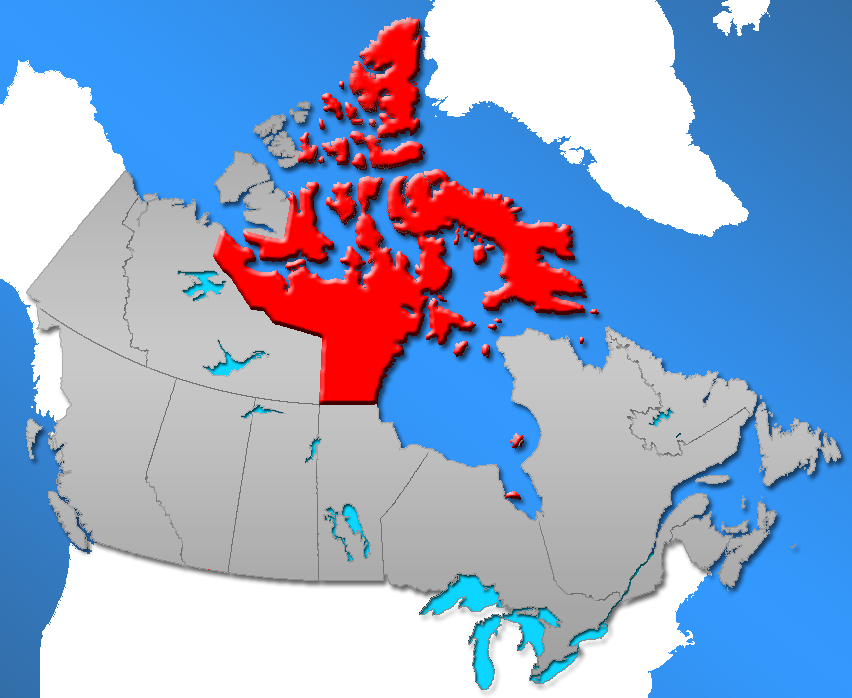
1999: Nunavut

- 1999: Paul Okalik wird zum ersten Premierminister des von den Inuit autonom verwalteten kanadischen Territoriums Nunavut gewählt.

### Wirtschaft
- 1661: Graf Friedrich Casimir von Hanau-Lichtenberg gewährt ein Privileg zur Herstellung von Fayencen. In Hanau wird daraufhin die erste Fayence-Manufaktur auf deutschem Boden gebaut.
- 1836: Samuel Colt produziert in seiner Fabrik den ersten Trommelrevolver, das Modell Texas mit Kaliber 34.
- 1853: Heinrich Steinweg gründet in New York das Klavierbau-Unternehmen Steinway & Sons. Es hat heute Produktionsstätten in New York City und Hamburg.
- 1872: George Westinghouse erhält auf die von ihm entwickelte Druckluftbremse für den Eisenbahnbetrieb ein Patent in den USA.
- 1876: Eugenio Torelli Viollier gründet in Mailand die Tageszeitung Corriere della Sera.
- 1903: Das Osmanische Reich erteilt der Anatolischen Eisenbahn die Konzession für den Bau der Bagdadbahn.
- 1911: Kaiser Franz Joseph I. eröffnet in Wien das Haus der Industrie.
- 1937: Die Fluggesellschaft US Airways wird unter dem Namen All American Aviation gegründet.
- 1950: Grundsteinlegung der Böcklersiedlung in Neumünster, damit Beginn des Sozialen Wohnungsbaus in Westdeutschland nach dem Zweiten Weltkrieg.
- 1998: Das Gesetz zur Kontrolle und Transparenz im Unternehmensbereich gestattet deutschen Aktiengesellschaften den ihnen bislang unerlaubten Erwerb eigener Aktien unter bestimmten Bedingungen.

### Wissenschaft und Technik

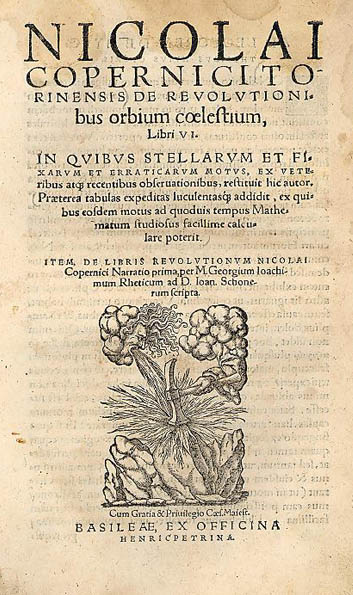
1616: De Revolutionibus Orbium Coelestium

- 1616: Das Heilige Offizium der römischen Inquisition verbietet Nikolaus Kopernikus’ Buch De revolutionibus orbium coelestium mit dessen heliozentrischem Weltbild.
- 1850: Die Britanniabrücke über die Menai Strait wird eröffnet. Die Eisenbahnbrücke verbindet die Insel Anglesey in der Irischen See mit Wales.

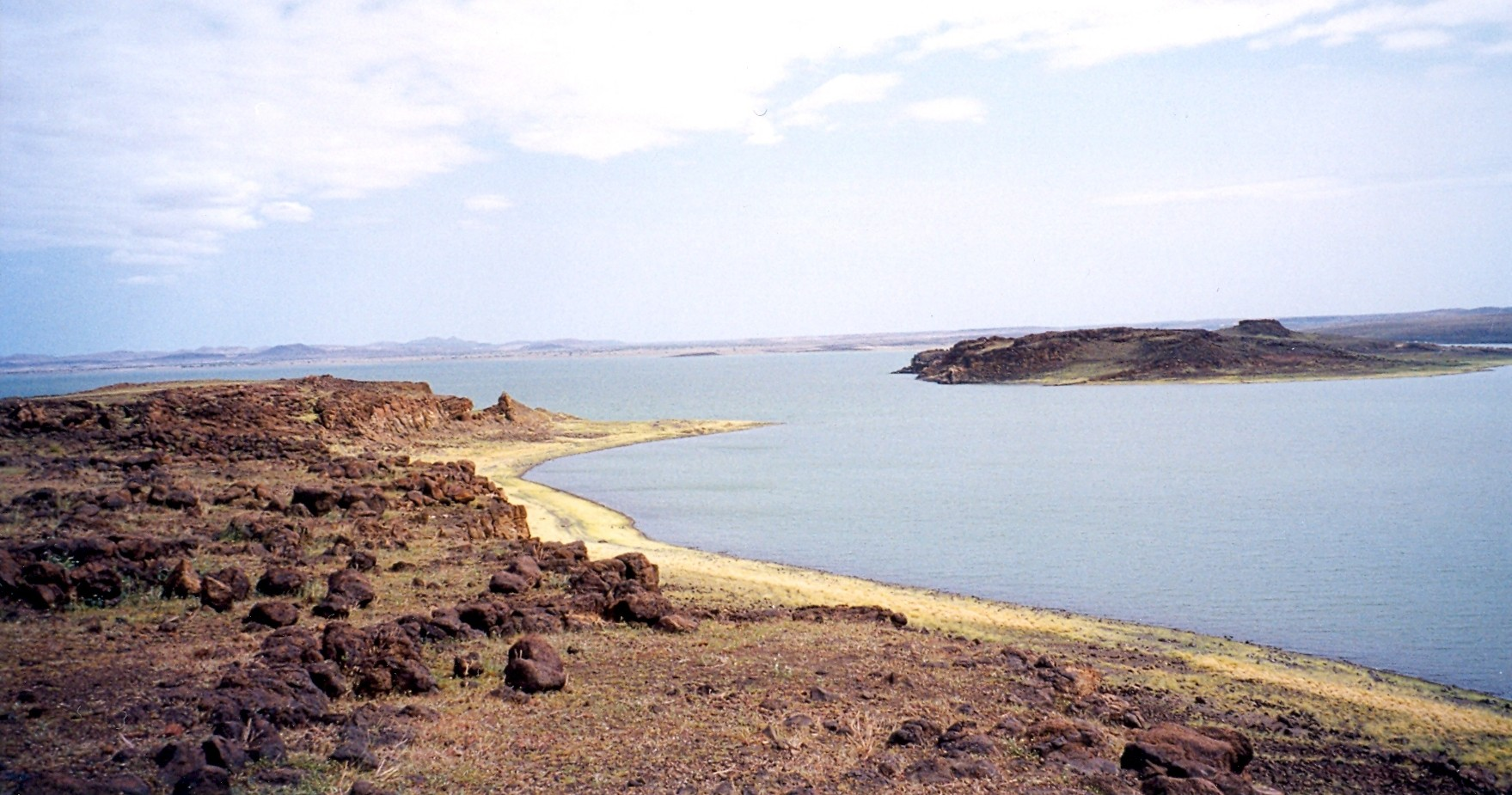
1888: Rudolfsee

- 1888: Die österreichisch-ungarischen Afrikaforscher Sámuel Teleki und Ludwig von Höhnel entdecken in Ostafrika ein Gewässer, das sie zunächst dem österreichischen Thronfolger Kronprinz Rudolf zu Ehren Rudolfsee taufen, den heutigen Turkana-See.
- 1926: In Baku endet der Erste Turkologen-Kongress, auf dem die Einführung eines einheitlichen Schriftsystems für Turksprachen beschlossen worden ist.
- 1936: Der Prototyp des einsitzigen Abfangjägers Supermarine Spitfire absolviert seinen Erstflug.
- 1943: Das erste britische strahlgetriebene Jagdflugzeug, die Gloster Meteor, hat seinen Erstflug.

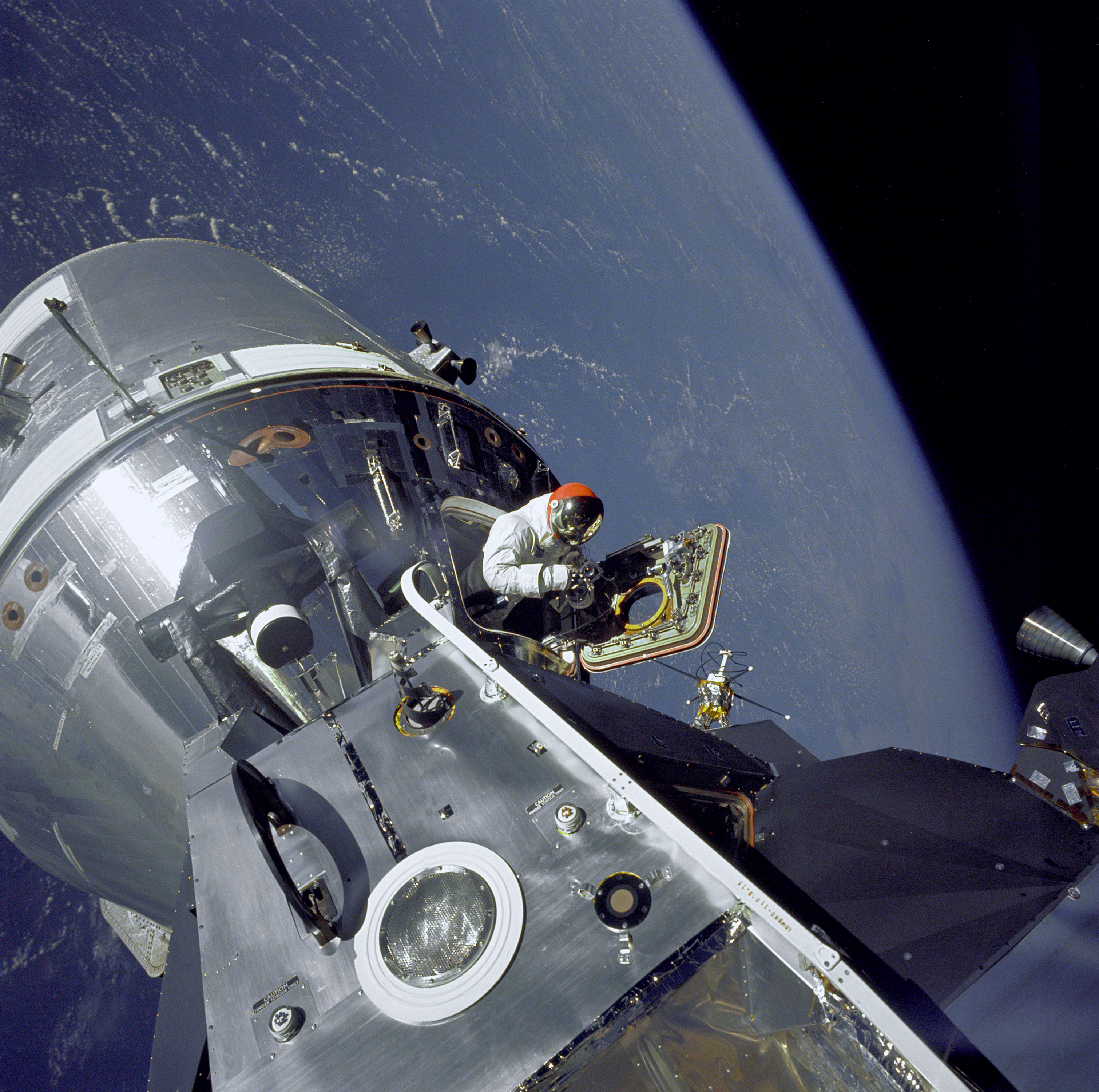
1969: Apollo 9

- 1969: Am dritten Tag der Apollo 9-Mission steigen die Astronauten Rusty Schweickart und James McDivitt durch einen Tunnel von der Apollo-Kommandokapsel in die Mondlandefähre um. Damit bewegen sich erstmals Menschen im All von einem Raumfahrzeug in ein anderes.

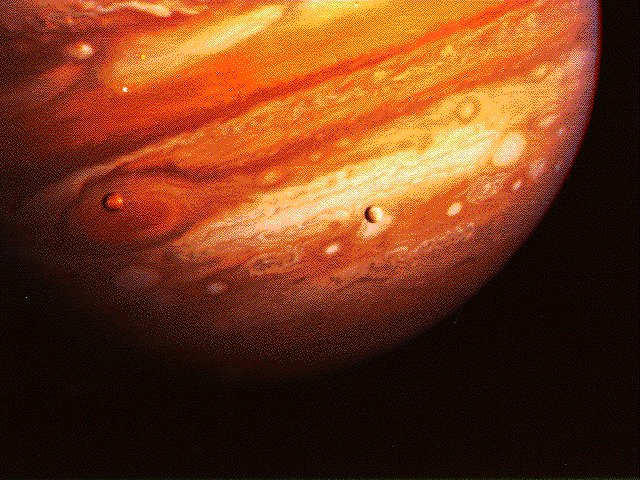
1979: Aufnahme des Jupiters von Voyager 1

- 1979: Die amerikanische Raumsonde Voyager 1 fliegt am Jupiter vorbei und liefert viele Fotos des Planeten und seiner Monde.
- 1982: Der Lander der sowjetischen Raumsonde Venera 14 landet auf der Venus und übersteht 57 Minuten bei einer Außentemperatur von 465 °C und einem Atmosphärendruck von 94 bar. In der Zeit funkt er Daten und Bilder an die Erde.

### Kultur
- 1838: In Paris erfolgt die Uraufführung der Oper Guido et Ginevra ou La peste de Florence von Fromental Halévy.

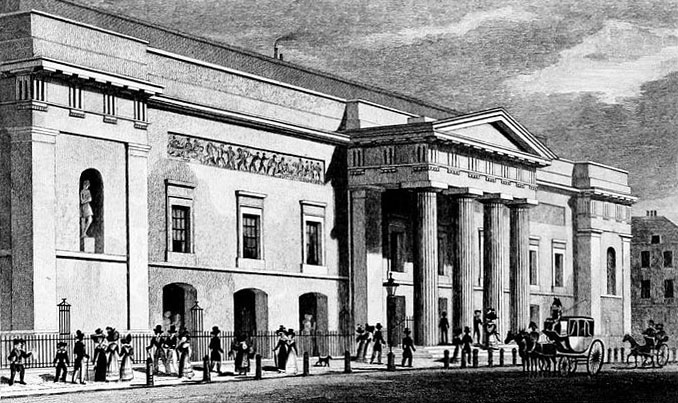
1856: Das zweite Covent Garden Theatre vor seiner Zerstörung

- 1856: Das Royal Theatre im Londoner Covent Garden fällt zum zweiten Mal einem Großbrand zum Opfer.
- 1868: In Mailand wird die Oper Mefistofele von Arrigo Boito nach Goethes Faust I und Faust II uraufgeführt und erhält harsche Kritiken. Am 6. Oktober 1875 erfolgt die erneute Uraufführung einer gekürzten und überarbeiteten Version.
- 1916: An der Hofoper Dresden wird Eugen d’Alberts Oper Die toten Augen mit dem Libretto von Hanns Heinz Ewers mit großem Erfolg uraufgeführt.
- 1931: Am Deutschen Theater Berlin wird Carl Zuckmayers Schauspiel Der Hauptmann von Köpenick in der Regie von Heinz Hilpert mit Werner Krauß in der Titelrolle uraufgeführt.
- 1942: Die 7. Sinfonie von Dmitri Dmitrijewitsch Schostakowitsch, in Leningrad während der deutschen Belagerung entstanden, wird in Kujbyschew vom dorthin ausgelagerten Orchester des Bolschoi-Theaters mit großem Erfolg uraufgeführt.
- 1965: Vier Monate nach der Uraufführung in Rom kommt Sergio Leones stilbildender Italowestern Für eine Handvoll Dollar mit dem Hauptdarsteller Clint Eastwood auch in die bundesdeutschen Kinos.

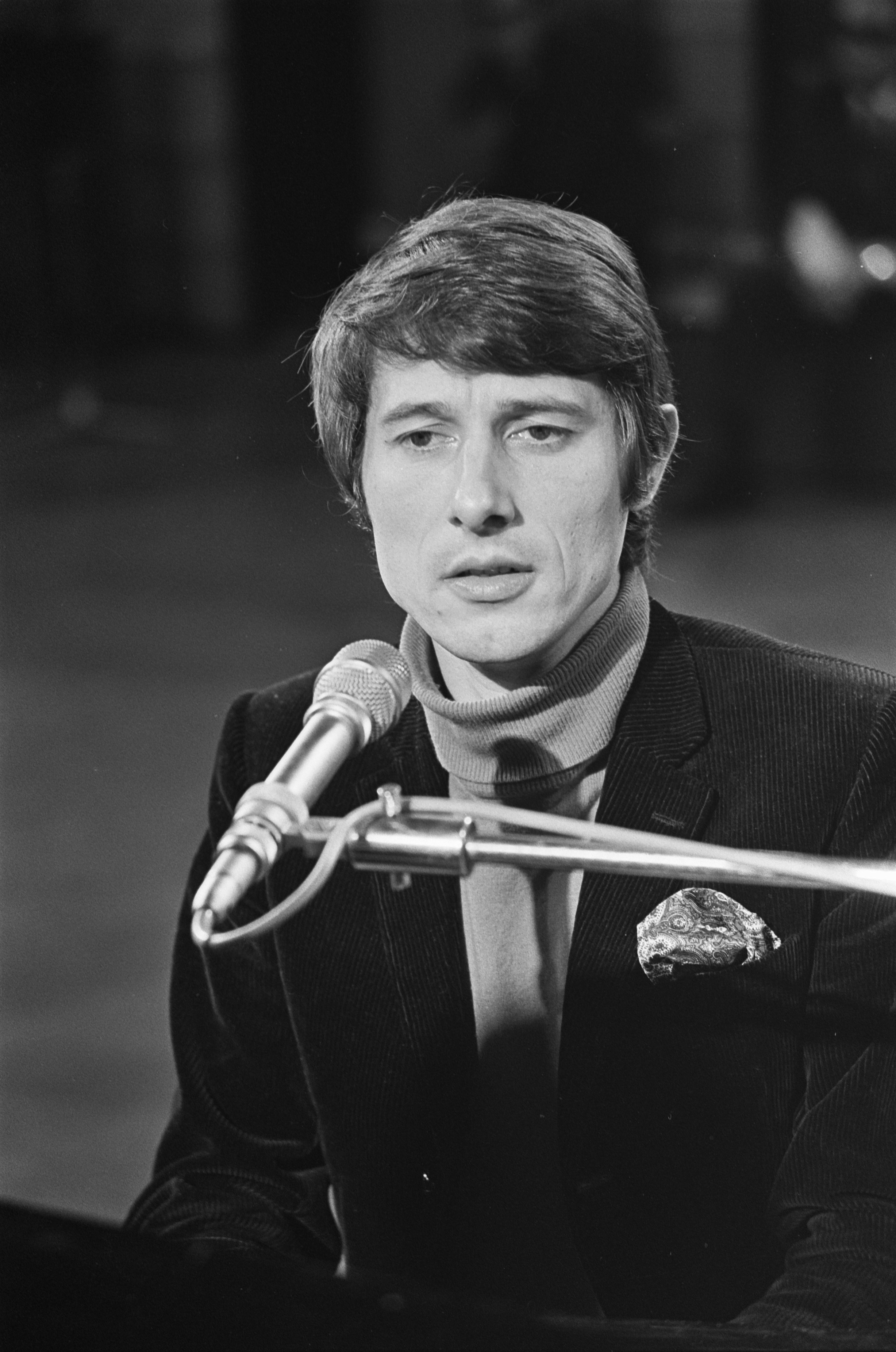
1966: Udo Jürgens

- 1966: Der Österreicher Udo Jürgens gewinnt bei seinem dritten Auftritt mit dem Lied Merci, Chérie den Grand Prix Eurovision de la Chanson, der in diesem Jahr in Luxemburg ausgetragen wird.
- 1976: Im indischen Kalkutta findet erstmals die Kolkata Book Fair, die Internationale Buchmesse Kolkatas, statt.
- 1981: Der ORF strahlt in Zusammenarbeit mit ARD und Schweizer Fernsehen die erste Folge der Unterhaltungssendung Musikantenstadl mit der Moderation von Karl Moik und Hias aus, die eine der erfolgreichsten Produktionen des Senders wird.
- 2001: Das aus dem Album Runter mit den Spendierhosen, Unsichtbarer! ausgekoppelte Lied Yoko Ono der Ärzte erscheint – das Video hierzu gilt als kürzestes je veröffentlichtes Musikvideo.
- 2013: Das Action-Adventure-Videospiel Tomb Raider wird in Europa veröffentlicht. Es handelt sich hierbei um die mittlerweile 10. Veröffentlichung der gleichnamigen Reihe.

### Gesellschaft

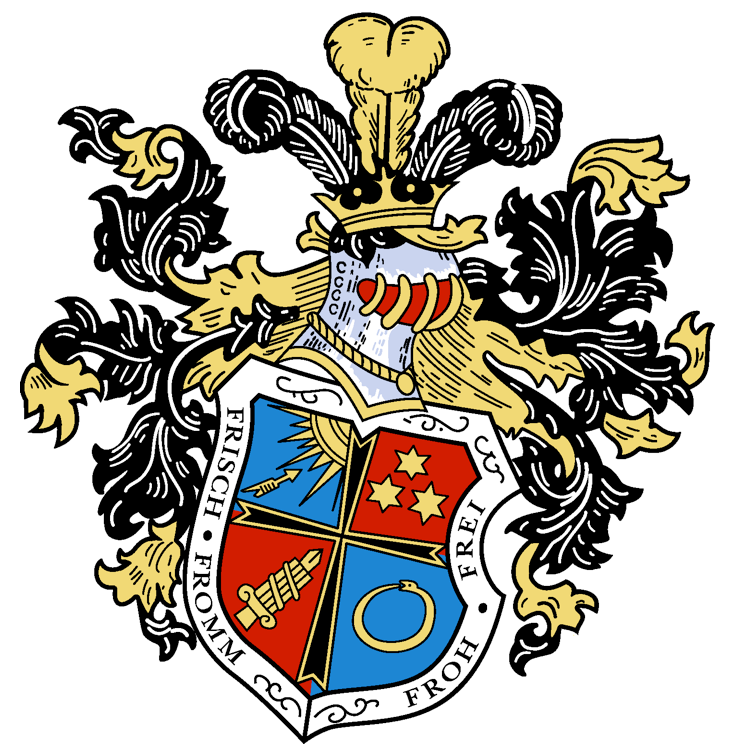
1836: CStV Uttenruthia Erlangen

- 1836: Die erste nichtschlagende Studentenverbindung Deutschlands, die CStV Uttenruthia Erlangen, wird gegründet.

### Religion
- 1604: In Dijon begegnen sich erstmals Franz von Sales und Johanna Franziska von Chantal. Die sich daraus entwickelnde geistliche Freundschaft führt am 6. Juni 1610 zur Gründung des Ordens von der Heimsuchung Mariens, auch Salesianerinnen genannt.

### Katastrophen

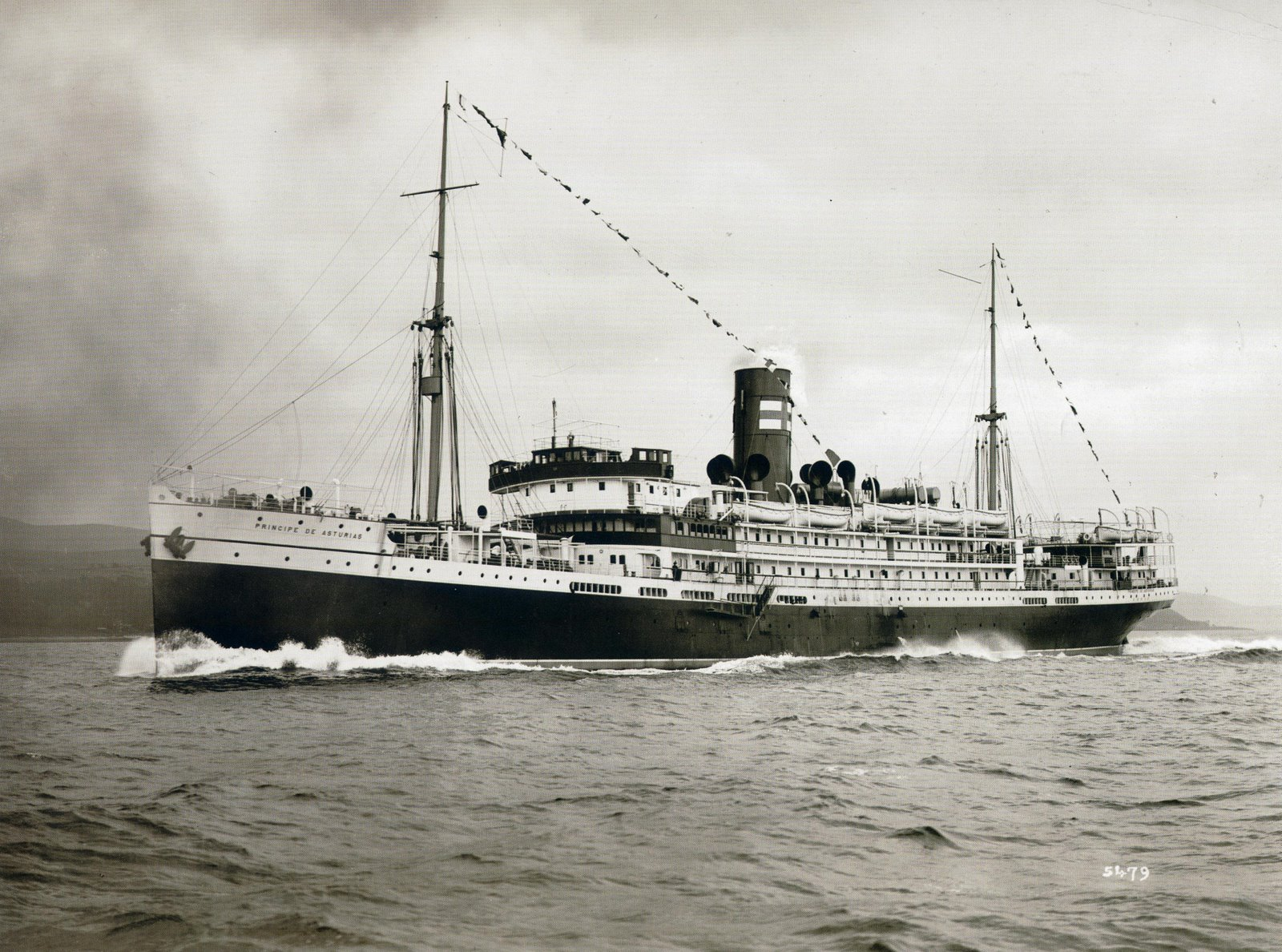
1916: Príncipe de Asturias

- 1916: Vor Santos an der brasilianischen Küste läuft der spanische Luxusliner Príncipe de Asturias auf einen Felsen und sinkt in nur fünf Minuten. 445 Passagiere und Besatzungsmitglieder sterben. Es handelt sich um eine der größten Tragödien in der Geschichte der spanischen Dampfschifffahrt.
- 1966: Eine Boeing 707 der BOAC (BOAC-Flug 911) bricht im Flug auseinander und prallt gegen den Berg Fuji in Japan. Alle 124 Passagiere sterben.

Kleinere Unglücksfälle sind in den Unterartikeln von Katastrophe und in der Liste von Katastrophen aufgeführt.

### Natur und Umwelt

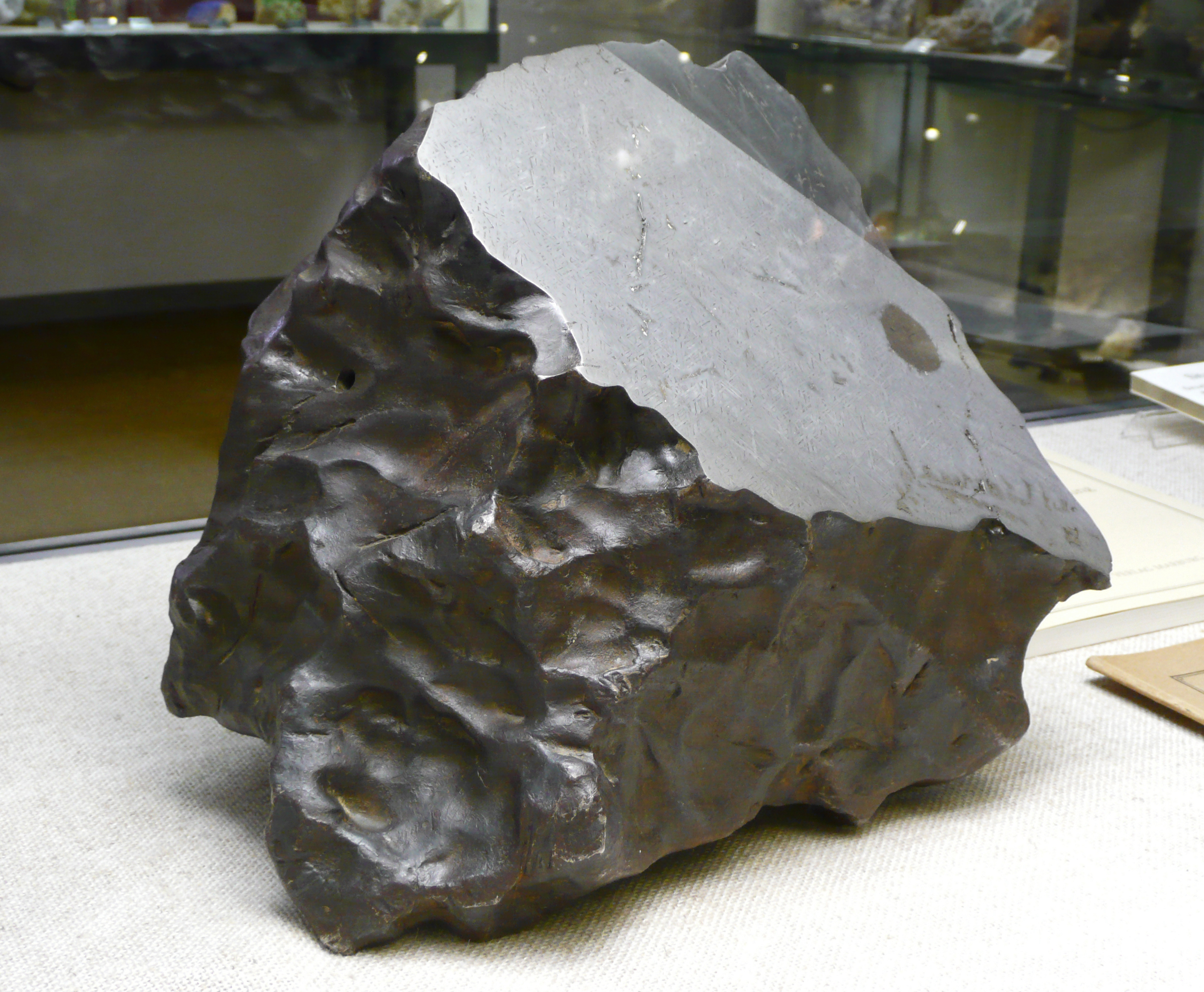
1917: Meteorit von Treysa (Hauptstück)

- 1917: Der Meteorit von Treysa wird in einem Waldstück bei Rommershausen gefunden.

### Sport
- 1878: Der englische Fußballverein Manchester United wird als Newton Heath LYR F.C. gegründet.

Einträge von Leichtathletik-Weltrekorden befinden sich unter der jeweiligen Disziplin unter Leichtathletik.

## Geboren

### Vor dem 18. Jahrhundert
- 1133: Heinrich II., englischer König
- 1324: David II., schottischer König
- 1326: Ludwig I., König von Ungarn und Polen
- 1340: Cansignorio della Scala, Herr von Verona
- 1356: John Darcy, 2. Baron Darcy de Knayth, englischer Adliger und Militär
- 1364: Wilhelm, Herzog von Geldern und Jülich sowie Graf von Zutphen
- 1371: Lambert van Duren, Bürgermeister von Köln
- 1487: Rosine von Baden, Markgräfin von Baden
- 1499: Michiel Coxcie, flämischer Maler

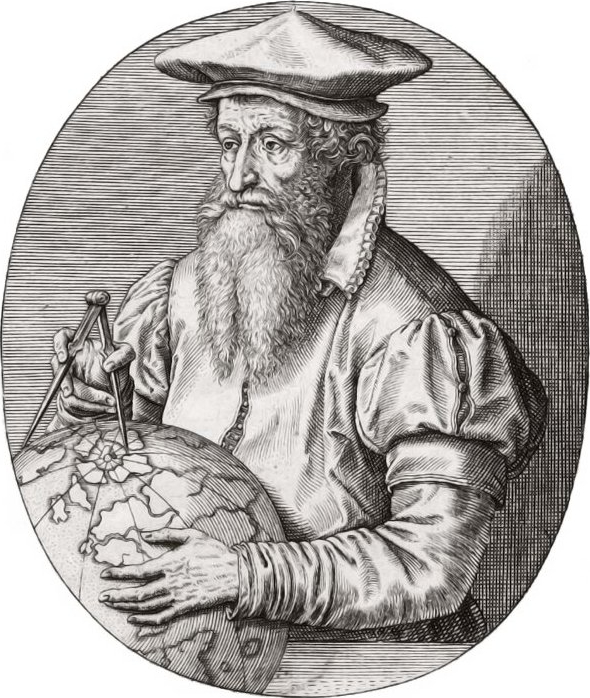
Gerhard Mercator (* 1512)

- 1512: Gerhard Mercator, flämisch-deutscher Mathematiker, Geograph, Philosoph, Theologe und Kartograf
- 1527: Ulrich, Herzog zu Mecklenburg und Administrator des Bistums Schwerin
- 1563: Johann Albrecht von Solms-Braunfels, kurpfälzischer Großhofmeister
- 1571: Thomas Francine, Florentiner Fontänenmeister in Frankreich
- 1574: Friedrich IV., Kurfürst von der Pfalz
- 1574: William Oughtred, englischer Mathematiker
- 1585: Friedrich I., Begründer des Adelsgeschlechts Hessen-Homburg
- 1585: Johann Georg I., Fürst aus dem Hause Wettin
- 1586: Giovanni Pieroni, italienischer Architekt, Mathematiker und Astronom
- 1587: Johan de Knuyt, Gesandter Zeelands bei den Westfälischen Friedensverhandlungen
- 1606: Johann Georg Reinhard, deutscher Jurist und Verwaltungsbeamter
- 1625: Marie de Nemours, Fürstin von Neuenburg und Valangin
- 1626: Anton Heimreich, deutscher evangelisch-lutherischer Pfarrer, Verfasser der ältesten Chronik Nordfrieslands
- 1637: Jan van der Heyden, niederländischer Maler und Erfinder
- 1642: John Archdale, englischer Gouverneur der Province of Carolina
- 1674: Sophie Eleonore von Braunschweig-Wolfenbüttel-Bevern, welfische Prinzessin und Kanonissin im Stift Gandersheim
- 1680: Joseph Munggenast, österreichischer Barockbaumeister
- 1685: Georg Friedrich Händel, deutsch-britischer Komponist des Barock und Opernunternehmer
- 1693: Johann Philipp Seuffert, deutscher Orgelbauer
- 1696: Giovanni Battista Tiepolo, venezianischer Maler des Barock und Rokoko

### 18. Jahrhundert
- 1702: Johann Friedrich Gühling, deutscher Theologe
- 1711: Carl Gustaf Pilo, schwedisch-dänischer Porträtmaler
- 1716: Nikolaus von Pacassi, österreichischer Architekt
- 1716: Catherine Théot, französische Mystikerin
- 1717: Joachim Otto Adolph von Bassewitz, dänischer Politiker und Lübecker Domdechant
- 1723: Maria von Hannover, Landgräfin von Hessen-Kassel
- 1728: Friedrich Immanuel Schwarz, deutscher Theologe und Pädagoge
- 1733: Sakugawa Kanga, japanischer Meister des frühen okinawanischen Tōde, einer Kampfkunst
- 1741: Eugen Montag, Abt des Zisterzienserklosters in Ebrach
- 1742: John Parish, Hamburger Kaufmann
- 1746: Georg Wilhelm Pfingsten, deutscher Taubstummenlehrer
- 1749: Friederike von Alvensleben, deutsche Schauspielerin
- 1750: Jean-Baptiste Gaspard d’Ansse de Villoison, französischer Altphilologe
- 1751: Jan Křtitel Kuchař, tschechischer Organist und Komponist
- 1756: Nathaniel Alexander, US-amerikanischer Politiker
- 1758: Friedrich Wilhelm von Aufseß, preußischer Gutsbesitzer und Jurist
- 1760: Urs Jakob Tschan, Schweizer Jesuit und Luftfahrtpionier
- 1764: Heinrich Grenser, deutscher Holzblasinstrumentenmacher
- 1767: Francisco Javier de Elío, spanischer Offizier, Gouverneur von Montevideo und letzter Vizekönig des Vizekönigreichs des Río de la Plata
- 1770: Hans Ernst Karl von Zieten, preußischer Generalfeldmarschall
- 1771: Wilhelm Daniel Joseph Koch, deutscher Botaniker
- 1772: Carl Lazarus Henckel von Donnersmarck, schlesischer Industrieller
- 1772: Friedrich Pfluger, Schweizer römisch-katholischer Geistlicher
- 1774: Christoph Ernst Friedrich Weyse, dänischer Komponist
- 1784: Johan Gunder Adler, dänisch-norwegischer Beamter
- 1789: William S. Archer, US-amerikanischer Politiker
- 1789: Michael Woolston Ash, US-amerikanischer Politiker
- 1792: Christoph Karl Julius Asschenfeldt, deutscher Kirchenlieddichter
- 1794: Jacques Babinet, französischer Physiker
- 1800: Georg Friedrich Daumer, deutscher Religionsphilosoph und Lyriker, Erzieher von Kaspar Hauser

### 19. Jahrhundert

#### 1801–1850
- 1803: August Friedrich Gfrörer, deutscher Historiker und Abgeordneter der Frankfurter Nationalversammlung
- 1805: Théodore Labarre, französischer Harfenvirtuose und Komponist

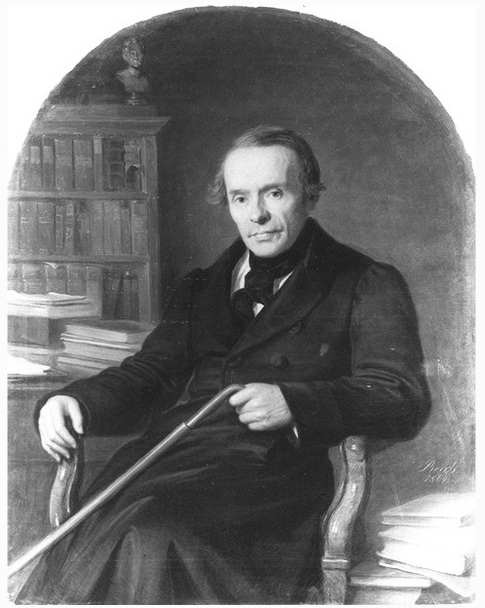
August Kahlert (* 1807)

- 1807: August Kahlert, deutscher Dichter und Literaturhistoriker
- 1810: Hermann Schmidt, deutscher Komponist

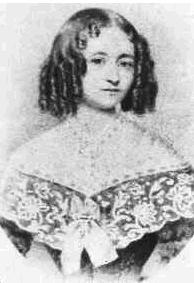
Bertha von Marenholtz-Bülow (* 1810)

- 1810: Bertha von Marenholtz-Bülow, deutsche Kindergarten-Pädagogin und Frauenrechtlerin
- 1812: Bernhard Gugler, deutscher Mathematiker und Musikwissenschaftler
- 1813: Auguste Adami, deutsche Theaterschauspielerin und Opernsängerin
- 1814: Wilhelm von Giesebrecht, deutscher Historiker
- 1815: Rudolf Hilty, Schweizer Unternehmer und Politiker
- 1815: Friedrich Schey von Koromla, österreichischer Bankier, Großhändler, Großgrundbesitzer und Mäzen
- 1816: Wolfgang Müller von Königswinter, deutscher Dichter und Arzt
- 1817: Moriz Carrière, deutscher Schriftsteller und Philosoph (Hegelianismus, Theismus)
- 1817: Austen Henry Layard, britischer Diplomat und Archäologe
- 1820: August Siegert, deutscher Maler
- 1821: Otto Delitsch, deutscher Geograph
- 1826: Heinrich Ludwig Banck, deutscher Bankier und Kaufmann
- 1826: Wilhelmine Guischard, deutsche Schriftstellerin
- 1827: Charles Antoine Gidel, französischer Literaturhistoriker
- 1827: Émile Jonas, französischer Komponist und Kantor

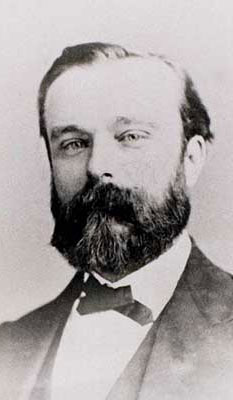
Étienne-Jules Marey (* 1830)

- 1830: Étienne-Jules Marey, französischer Physiologe und Fotopionier
- 1830: Charles Wyville Thomson, britischer Professor für Zoologie
- 1832: Isaac Israel Hayes, US-amerikanischer Arzt und Polarforscher
- 1832: Alfred Jaëll, österreichischer Pianist und Komponist
- 1832: Mathilde von Rothschild, deutsche Mäzenatin
- 1835: Otto Schwerdgeburth, deutscher Maler
- 1840ː Constance Fenimore Woolson, US-amerikanische Schriftstellerin
- 1843: Eduard Fiechtner, deutscher Kommunalpolitiker, Schultheiß und Ehrenbürger von Untertürkheim

#### 1851–1900
- 1851: Hunold von Ahlefeld, deutscher Vizeadmiral der Kaiserlichen Marine
- 1851: Václav Brožík, tschechischer Maler
- 1852: Isabella Augusta Gregory, irische Schriftstellerin
- 1853: Arthur Foote, US-amerikanischer Komponist
- 1854: Philip Hale, US-amerikanischer Organist und Musikkritiker
- 1855: Friedrich J. Pajeken, deutscher Kaufmann und Schriftsteller
- 1855: Sophie Friederike von Österreich, Erzherzogin von Österreich
- 1858: Anton Elter, deutscher Altphilologe
- 1858: José Carlos de Mascarenhas Relvas, portugiesischer Politiker, Ministerpräsident
- 1862: Siegbert Tarrasch, deutscher Schachgroßmeister, Theoretiker und Schachautor
- 1864: Camille Andrès, französischer Organist und Komponist
- 1864: Johann Baptist Laßleben, deutscher Heimatforscher und Verleger
- 1867: Theodor Zöckler, deutscher evangelischer Pfarrer aus Pommern
- 1869: Michael von Faulhaber, deutscher Priester und Theologe, Bischof von Speyer, Erzbischof von München und Freising, Kardinal
- 1870: Frank Norris, US-amerikanischer Schriftsteller

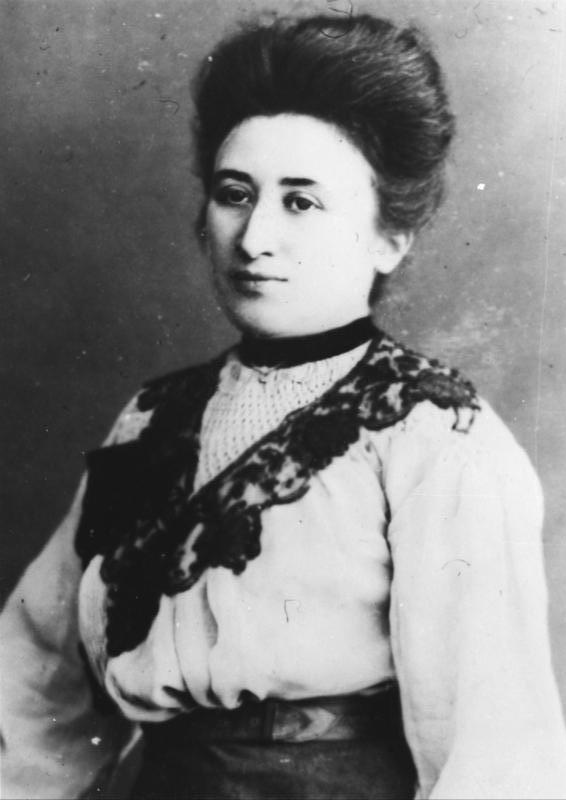
Rosa Luxemburg (* 1871)

- 1871: Rosa Luxemburg, polnisch-deutsche Politikerin und Revolutionärin, Theoretikerin des Marxismus, Vertreterin der internationalen Arbeiterbewegung
- 1873: Richard Benno Adam, deutscher Porträt- und Pferdemaler
- 1874: Else Federn, österreichische Fürsorgerin
- 1876ː Elsa Herzog, deutsche Modejournalistin
- 1876: Jindřich Jindřich, tschechischer Komponist, Pianist und Ethnograph

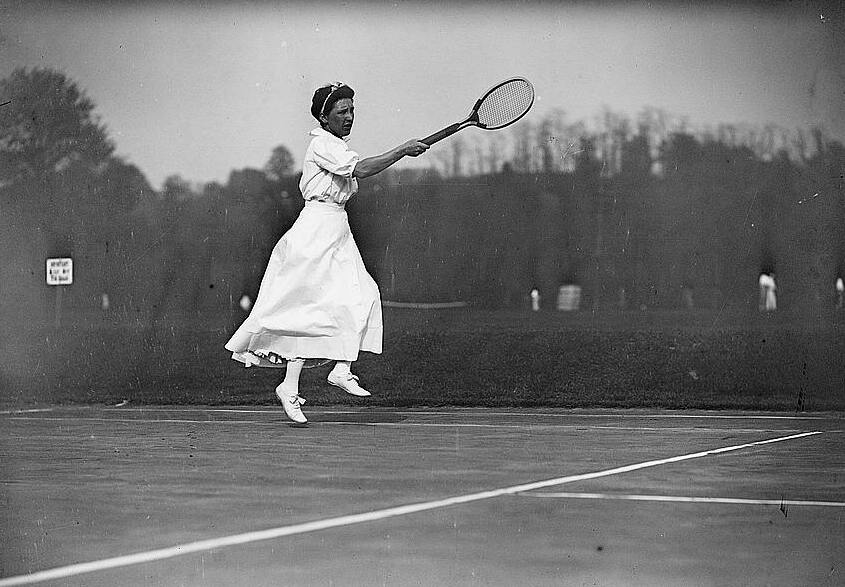
Elisabeth Moore (* 1876)

- 1876: Elisabeth Moore, US-amerikanische Tennisspielerin
- 1879: William Henry Beveridge, britischer Ökonom
- 1880: Sergei Natanowitsch Bernstein, russischer Mathematiker
- 1880: Ella Briggs, österreichische Architektin und Malerin
- 1881: Hildegard Maria von Bayern, bayerische Prinzessin
- 1881: Arthur Willner, österreichischer Pianist, Komponist und Hochschullehrer
- 1882: Pauline Donalda, kanadische Sängerin und Gesangslehrerin
- 1882: Arthur Hussey, US-amerikanischer Golfer
- 1883: Hans Adam, deutscher Marineoffizier
- 1883: Marius Barbeau, kanadischer Anthropologe, Ethnologe und Folkloreforscher
- 1883: Ludwig Sauerhöfer, deutscher Ringer
- 1883: Otto Schmitz, deutscher Jurist und Politiker
- 1886: Paul Radmilovic, britischer Wasserballspieler und Schwimmer
- 1886: Wladimir Juljewitsch Wiese, russisch-sowjetischer Ozeanograph und Polarforscher

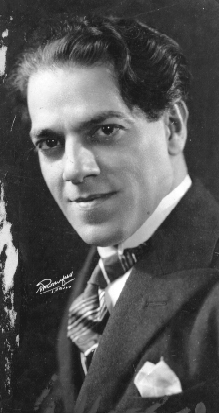
Heitor Villa-Lobos (* 1887)

- 1887: Heitor Villa-Lobos, brasilianischer Komponist
- 1888: Friedrich Schnack, deutscher Dichter
- 1888: Franz Schwede, nationalsozialistischer Politiker
- 1890: Wilhelm Boden, deutscher Jurist und Politiker, MdL, erster Ministerpräsident von Rheinland-Pfalz
- 1891: Sultan al-Atrasch, syrischer Nationalist und Generalkommandant
- 1891: Gitz Rice, kanadischer Sänger, Pianist, Komponist und Entertainer
- 1893: Guus de Serière, niederländischer Fußballspieler
- 1894ː Marianne Hapig, deutsche Sozialarbeiterin und Widerstandskämpferin gegen das Naziregime
- 1895: Franz Richard Behrens, deutscher Dichter des Expressionismus, Drehbuchautor und Kolumnist
- 1895: Fritz Usinger, deutscher Schriftsteller
- 1896: Kazimieras Viktoras Banaitis, litauischer Komponist
- 1896: Jan und Joël Martel, französische Bildhauer, Designer und Inneneinrichter
- 1897: Song Meiling, Ehefrau von Chiang Kai-shek

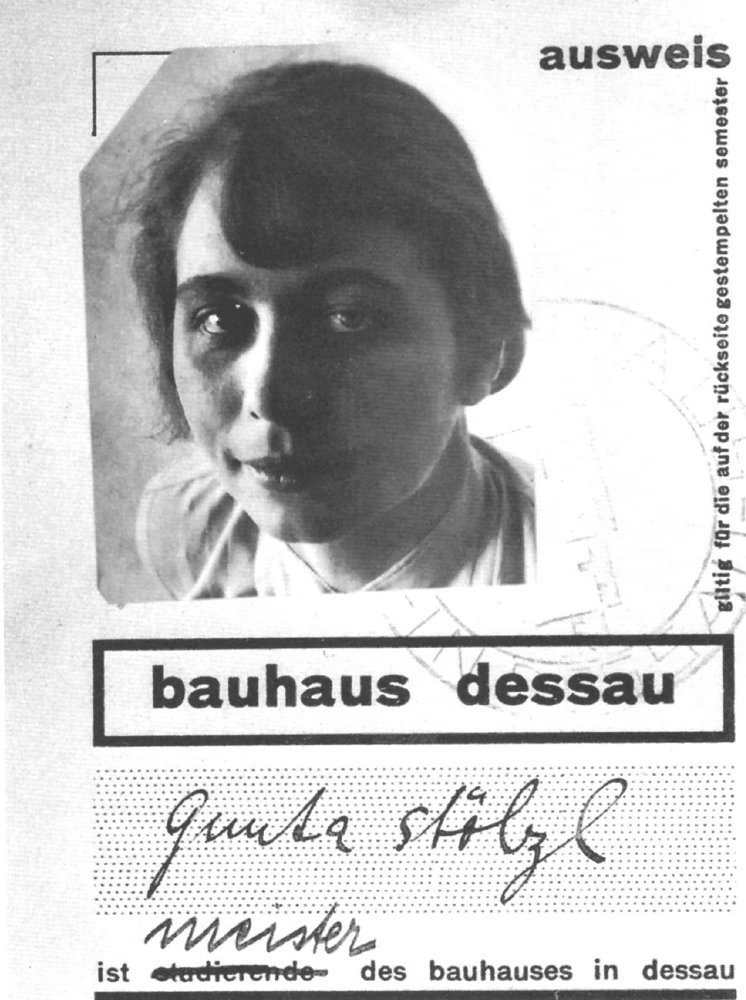
Gunta Stölzl (* 1897)

- 1897: Gunta Stölzl, deutsche Weberin und Textildesignerin
- 1898: Zhou Enlai, chinesischer Politiker, Führer der Kommunistischen Partei Chinas, Premierminister
- 1898: Ben Selvin, US-amerikanischer Bandleader
- 1899: Margarete Lenz, deutsche Sozialpolitikerin und Diplomatin
- 1900: Lilli Jahn, deutsche Ärztin, Briefautorin, Opfer der Shoa

### 20. Jahrhundert

#### 1901–1925
- 1901: Louis I. Kahn, US-amerikanischer Architekt und Stadtplaner
- 1904: Alexei Nikolajewitsch Kossygin, sowjetischer Ministerpräsident
- 1904: Karl Rahner, katholischer Theologe, versuchte die Synthese der theologischen Tradition mit dem Denken der Moderne
- 1905: William Anstruther-Gray, Baron Kilmany, britischer Politiker
- 1905ː Brigitte Bermann Fischer, deutsche Verlegerin, Schriftsetzerin und Kalligraphin
- 1905: Günther Lüders, deutscher Schauspieler
- 1905: Fritz Schwerdtfeger, deutscher Forstwissenschaftler und Zoologe
- 1906: Jacques Companéez, französischer Drehbuchautor
- 1907: Rosemarie Clausen, deutsche Theaterfotografin
- 1907: Manuel Tato, argentinischer Theologe
- 1908: Mario Heil de Brentani, deutsch-kanadischer Schriftsteller und Zeitschriftenherausgeber
- 1908: Fritz Fischer, deutscher Historiker
- 1908: Ludwig Goldbrunner, deutscher Fußballspieler

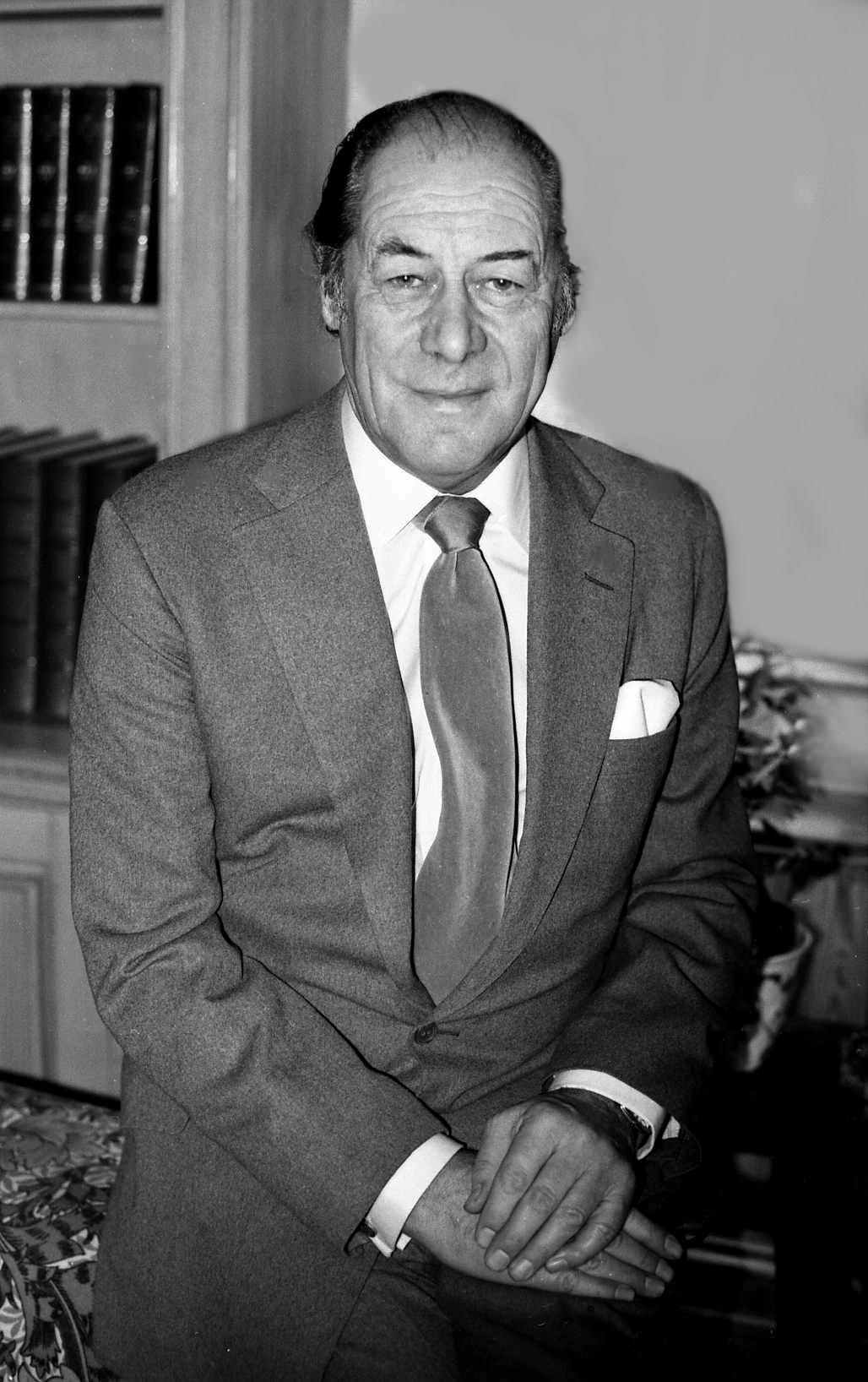
Rex Harrison (* 1908)

- 1908: Rex Harrison, britischer Schauspieler
- 1909: Floyd Davis, US-amerikanischer Automobilrennfahrer
- 1909: Ossip K. Flechtheim, deutscher Jurist, Politikwissenschaftler und Mitbegründer der Futurologie in Deutschland
- 1910: Ennio Flaiano, italienischer Schriftsteller
- 1910: Franz Schnyder, Schweizer Filmregisseur
- 1911: Gregor Determann, deutscher Politiker, MdB
- 1911: Andrés Pardo Tovar, kolumbianischer Soziologe, Musikethnologe und Folklorist
- 1911: Johann Sklenka, österreichischer Komponist, Kabarettist, Schauspieler und Regisseur
- 1912: David Astor, britischer Journalist und Zeitungsverleger
- 1913: Karl Ewald Böhm, deutscher Schriftsteller und Leiter der Zensurbehörde der DDR
- 1913: Herta Classen, deutsche Journalistin
- 1913: Tibor Kemény, ungarischer Fußballspieler und -trainer
- 1913: Josef Stroh, deutsch-österreichischer Fußballspieler
- 1914: Philip Farkas, US-amerikanischer Hornist, Mitbegründer der International Horn Society
- 1915: Friedrich Meyer, deutscher Komponist, Arrangeur und Bandleader
- 1915: Hildi Schmidt Heins, deutsche Malerin, Bildhauerin und Fotografin
- 1915: Laurent Schwartz, französischer Mathematiker, Fields-Medaillenträger
- 1918: David Howard, kanadischer Segler
- 1918: Nakamura Shin’ichirō, japanischer Schriftsteller

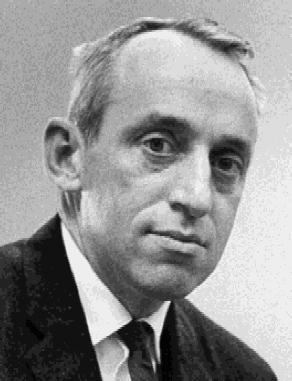
James Tobin (* 1918)

- 1918: James Tobin, US-amerikanischer Wirtschaftswissenschaftler
- 1919: Grigori Irmowitsch Nowak, sowjetischer Gewichtheber
- 1920: Walter Ried, deutscher Chemiker
- 1921: Ken Adam, deutsch-britischer Szenenbildner
- 1921: Günther Neutze, deutscher Schauspieler
- 1922: Pier Paolo Pasolini, italienischer Filmregisseur und Dichter
- 1923: Andrea Aureli, italienischer Schauspieler
- 1924: Otto Frei, Schweizer Journalist und Schriftsteller
- 1924: Roger Marche, französischer Fußballspieler
- 1925: Jimmy Bryant US-amerikanischer Country-Musiker und Gitarrist
- 1925: Hans Müller, Schweizer Staatsbeamter
- 1925: Jacques Vergès, französischer Anwalt

#### 1926–1950
- 1926: Hans-Jürgen Wende, deutscher Handballspieler

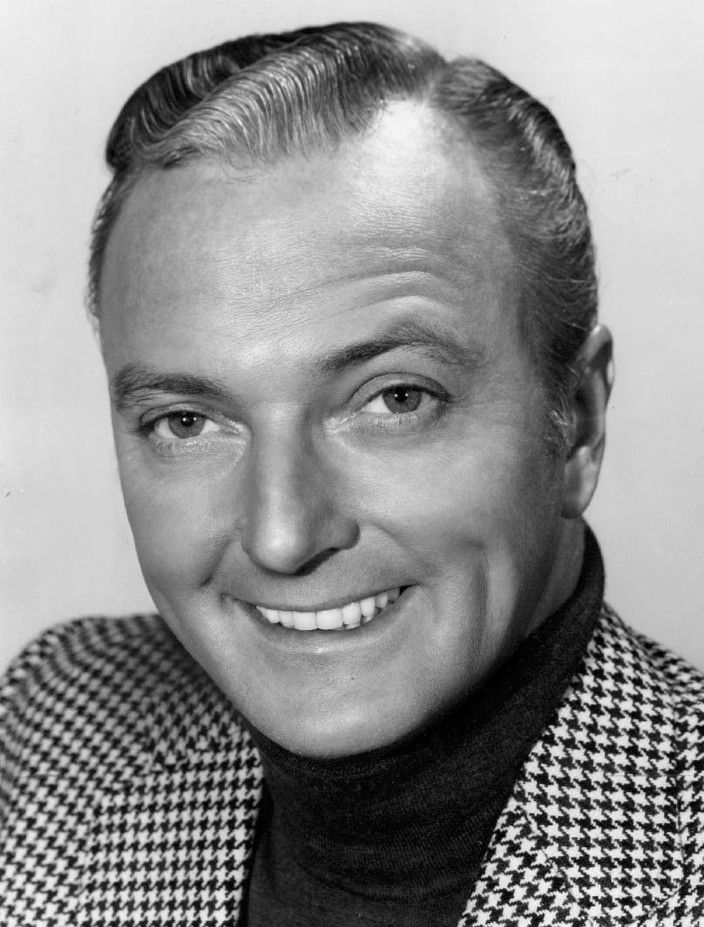
Jack Cassidy (* 1927)

- 1927: Jack Cassidy, US-amerikanischer Schauspieler und Sänger
- 1929: Clemens August Andreae, österreichischer Nationalökonom
- 1929: Erik Carlsson, schwedischer Rallyefahrer
- 1929: J. B. Lenoir, US-amerikanischer Blues-Gitarrist
- 1929: Takao Saitō, japanischer Kameramann
- 1930: Toni Hiebeler, österreichischer Fotograf, Bergsteiger und Publizist
- 1930: Artjom Sarkissowitsch Terjan, sowjetischer Ringer
- 1931: Fred Othon Aristidès, französischer Comiczeichner
- 1931: Barry Tuckwell, australischer Hornist und Dirigent
- 1932: Valentin Argirov, deutscher Arzt und Romanautor
- 1932: Hans Georg Thümmel, deutscher Evangelischer Theologe
- 1933: Don L. Anderson, US-amerikanischer Geophysiker
- 1933: Walter Kasper, deutscher Priester und Theologe, Bischof von Rottenburg-Stuttgart, Kardinal
- 1933: Norbert Linke, deutscher Komponist, Musikwissenschaftler und Musikpädagoge
- 1933: Tom Louderback, US-amerikanischer American-Football-Spieler und Unternehmer
- 1933: İsmail Ogan, türkischer Ringer
- 1933: Tommy Tucker, US-amerikanischer Blues-Sänger und Pianist
- 1933: Jewgeni Andrejewitsch Wassjukow, sowjetisch-russischer Schachspieler

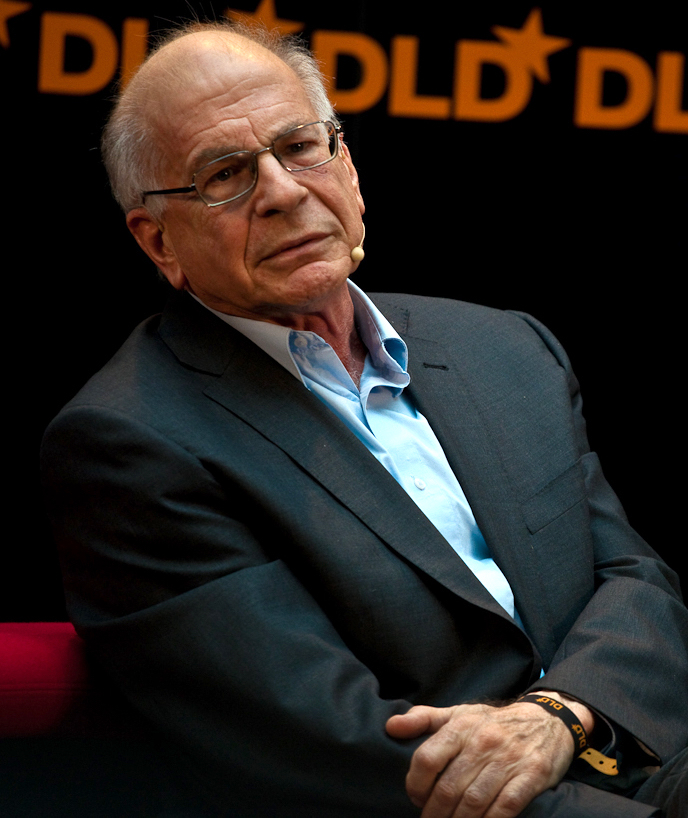
Daniel Kahneman (* 1934)

- 1934: Daniel Kahneman, israelisch-US-amerikanischer Psychologe, Nobelpreisträger
- 1934: Bob Skoronski, US-amerikanischer American-Football-Spieler
- 1935: Letizia Battaglia, italienische Fotografin
- 1935: Christoph Zülch, deutscher Richter am Bundesgerichtshof
- 1936: Max Asam, deutscher General
- 1936: Canaan Banana, simbabwischer Staatspräsident und Priester
- 1936: Dean Stockwell, US-amerikanischer Schauspieler
- 1937: Olusegun Obasanjo, nigerianischer Staatspräsident
- 1937: Heinz Rennhack, deutscher Schauspieler
- 1938: Wulf Arlt, deutscher Musikwissenschaftler
- 1938: Hayden Thompson, US-amerikanischer Rockabilly- und Country-Musiker
- 1939: Wolf Bauer, deutscher Apotheker und Politiker, MdB
- 1940: John W. Carlin, US-amerikanischer Politiker, Gouverneur von Kansas

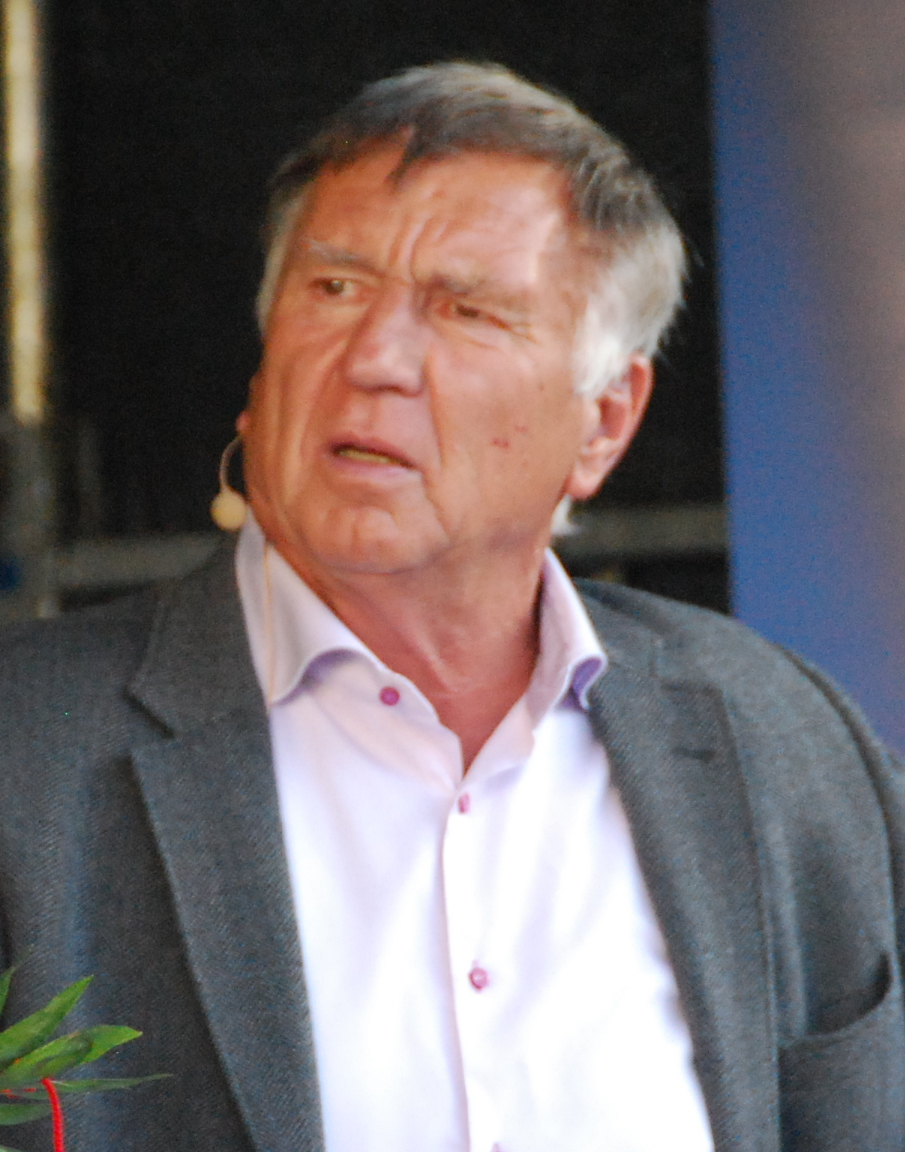
Josef Piontek (* 1940)

- 1940: Josef Piontek, deutscher Fußballspieler und -trainer
- 1942: Felipe González, spanischer Rechtsanwalt und Politiker, Ministerpräsident
- 1942: Rolf Lange, deutscher Politiker
- 1942: George Pieterson, niederländischer Klarinettist
- 1943: Raimund Apfelbach, deutscher Biologe und Professor für Neurobiologie
- 1943: Christian Führer, deutscher Geistlicher, Gemeindepfarrer in der Nikolaikirche Leipzig (Friedensgebete am Montag)
- 1943: Heidi Knake-Werner, deutsche Politikerin, MdB, MdL, Senatorin
- 1943: Thomas Prinzhorn, österreichischer Industrieller und Politiker, Präsident des Nationalrats
- 1944: Élisabeth Badinter, französische Philosophin
- 1944: Peter Weibel, österreichischer Künstler
- 1944: Wolfgang Welsch, DDR Fluchthelfer
- 1945: Friedrich Bohl, deutscher Rechtsanwalt und Politiker, MdL, MdB, Bundesminister
- 1945: Alexander von Vegesack, deutscher Kurator und Sammler von Designobjekten aus Industriemöbeln
- 1946: Murray Head, britischer Schauspieler und Sänger
- 1947: Nobuhiko Hasegawa, japanischer Tischtennisspieler

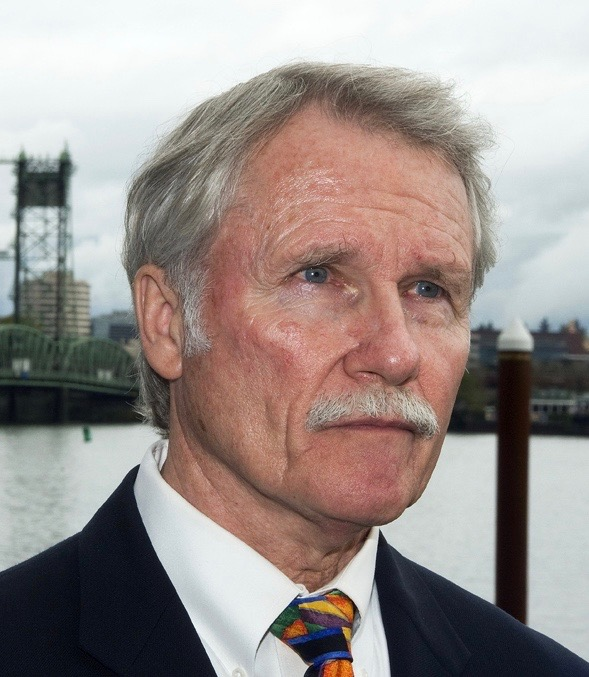
John Kitzhaber (* 1947)

- 1947: John Kitzhaber, US-amerikanischer Politiker, Gouverneur von Oregon
- 1947ː Clodagh Rodgers, britische Sängerin
- 1948: Eddy Grant, guyanischer Popmusiker und Sänger, Songwriter und Gitarrist
- 1948: Elaine Paige, britische Sängerin und Schauspielerin
- 1948: Leslie Marmon Silko, US-amerikanische Schriftstellerin
- 1948: Walter Spohr, deutscher Fußballspieler
- 1949: Bernard Arnault, französischer Unternehmer (LVMH) und Kunstsammler
- 1949ː Édith Girard, französische Architektin
- 1949: Franz Josef Jung, deutscher Politiker, MdL, Landesminister, MdB, Bundesminister
- 1949: Günter Karbowiak, deutscher Fußballspieler
- 1950: Bernward Müller, deutscher Politiker, MdB, Landesminister
- 1950: Tom Russell, US-amerikanischer Sänger und Songwriter

#### 1951–1975
- 1951: Gerd Warken, deutscher Fußballspieler
- 1951: Jurij Krawtschenko, ukrainischer Politiker, Innenminister
- 1951: Burkhard Segler, deutscher Fußballspieler
- 1951: Hans Günter Wagener, deutscher Filmkomponist
- 1952: Fernando da Piedade Dias dos Santos, angolanischer Politiker, Premierminister, Parlamentspräsident
- 1952: Robin Hobb, US-amerikanische Schriftstellerin
- 1952: Isatou Njie Saidy, gambische Politikerin, Vizepräsidentin
- 1953: Gardi Hutter, Schweizer Schauspielerin und Autorin
- 1953: Richard Sanderson, britischer Sänger
- 1954: Jack Stamp, US-amerikanischer Komponist, Dirigent und Musikpädagoge
- 1954: Tamāra Vilerte, lettische Schachspielerin und -trainerin
- 1955: Heinz-Günter Bongartz, deutscher Geistlicher, Weihbischof
- 1955: Juraj Filas, slowakischer Komponist

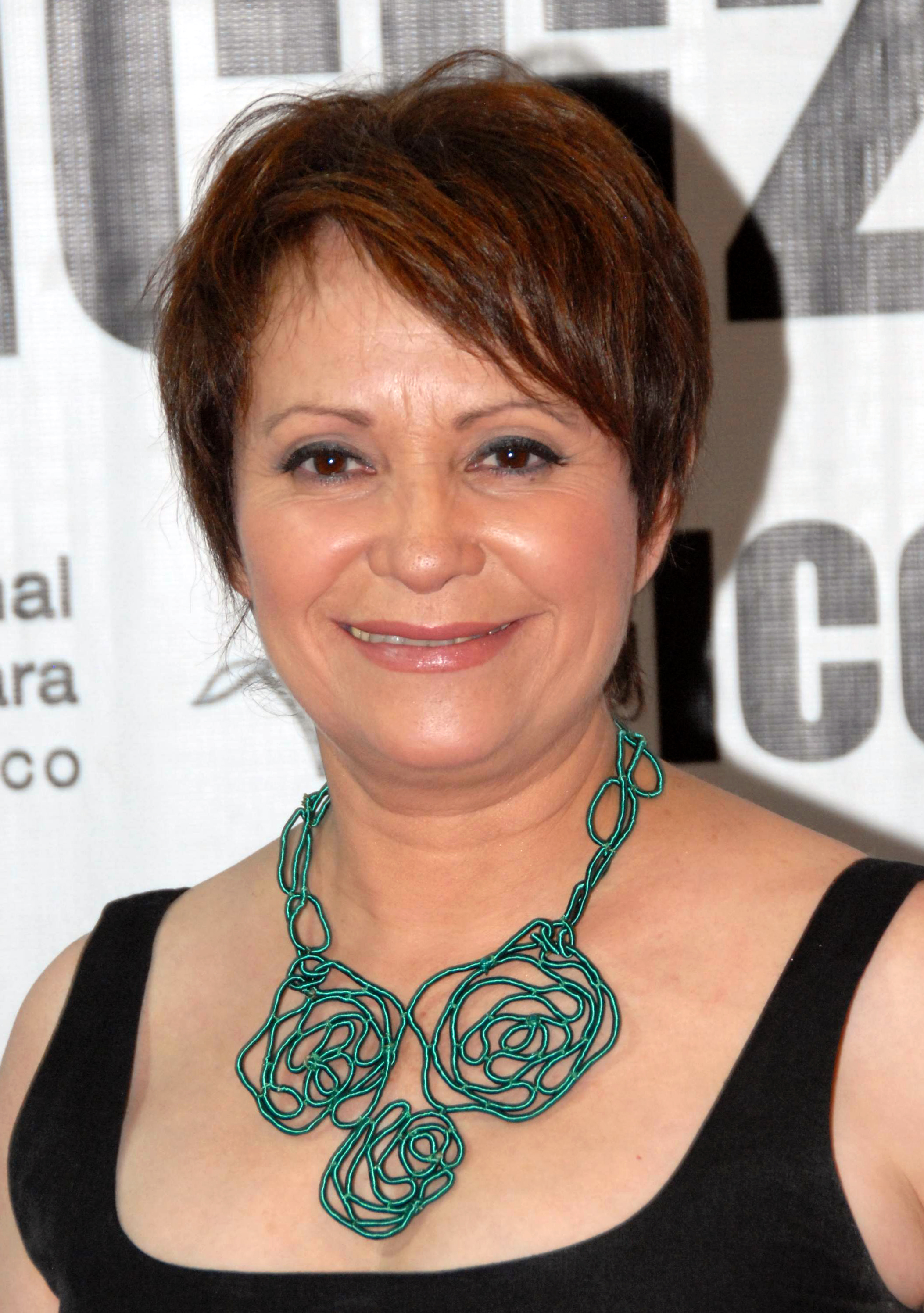
Adriana Barraza (* 1956)

- 1956: Adriana Barraza, mexikanische Schauspielerin
- 1956: Curtis Michael US-amerikanischer General
- 1956: Ruedi Baur, Schweizer Designer
- 1956: Teena Marie, US-amerikanische R&B- und Soul-Sängerin
- 1957: Dietmar Wischmeyer, deutscher Komiker, Autor und Kolumnist
- 1957: Mark E. Smith, britischer Sänger (The Fall)
- 1957: Henning Krautmacher, deutscher Musiker (Höhner)
- 1958: Andy Gibb, britisch-australischer Sänger
- 1958: Franz Scharl, österreichischer Geistlicher, Weihbischof
- 1959: Wasken Sarkissjan, armenischer Politiker, Minister, Premierminister
- 1959: Roland Steuk, deutscher Leichtathlet
- 1960: Marianne Fassbind, Schweizer Fernsehjournalistin
- 1960: David Tibet, britischer Sänger, Maler, Autor und Labelbetreiber
- 1961: Dirk Schäfer, deutscher Regisseur und Dokumentarfilmer
- 1962: Simon Abkarian, armenisch-französischer Schauspieler
- 1962: Amina Annabi, französisch-tunesische Sängerin und Schauspielerin

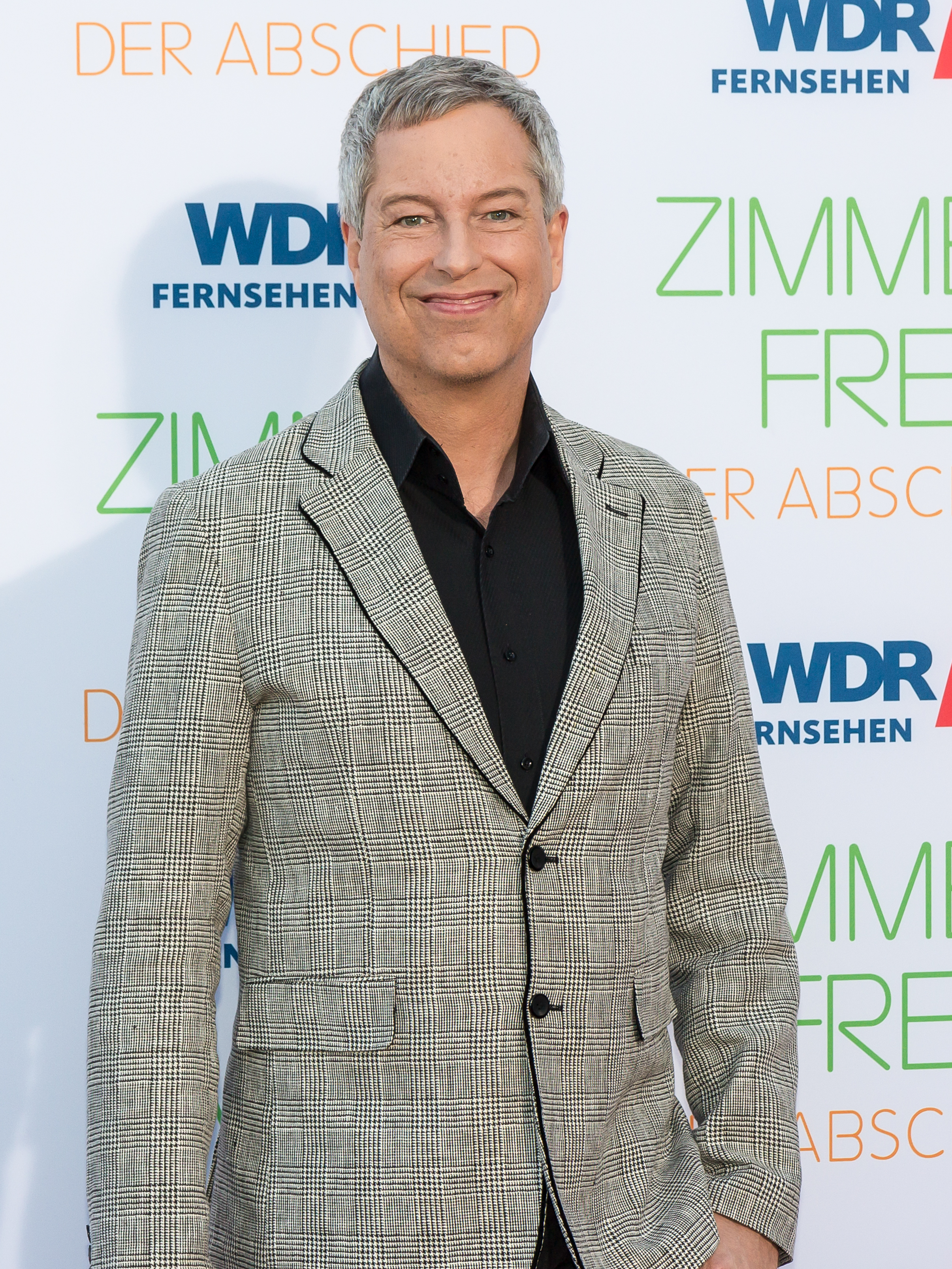
Thomas Hermanns (* 1963)

- 1963: Thomas Hermanns, deutscher Fernsehmoderator, Komiker, Drehbuchautor und Regisseur
- 1963: René Obermann, deutscher Manager
- 1964: Bertrand Cantat, französischer Sänger (Noir Désir)
- 1964: Marc Lingk, deutscher Komponist und Softwareentwickler
- 1964: Brad Warner, US-amerikanischer Zen-Meister und Autor
- 1965: Nadja Abd el Farrag, deutsche Fernsehmoderatorin und Sängerin
- 1965: Johnny Ekström, schwedischer Fußballspieler
- 1965: Edith Heard, britische Genetikerin
- 1966: Stefan Franz, deutscher Schauspieler
- 1966: Mario De Clercq, belgischer Radrennfahrer
- 1967: Antje Boetius, deutsche Meeresbiologin und Professorin
- 1968: Theresa Villiers, britische Politikerin, MdEP, Ministerin
- 1969: MC Solaar, französischer Rap- und Hip-Hop-Musiker
- 1970: André Backhaus, deutscher Ringer, Europameister
- 1970: Mike Brown, US-amerikanischer Basketballtrainer
- 1970: John Frusciante, US-amerikanischer Musiker (Red Hot Chili Peppers)
- 1970: Aleksandar Vučić, serbischer Politiker, Staatspräsident
- 1970: Yuu Watase, japanischer Mangaka

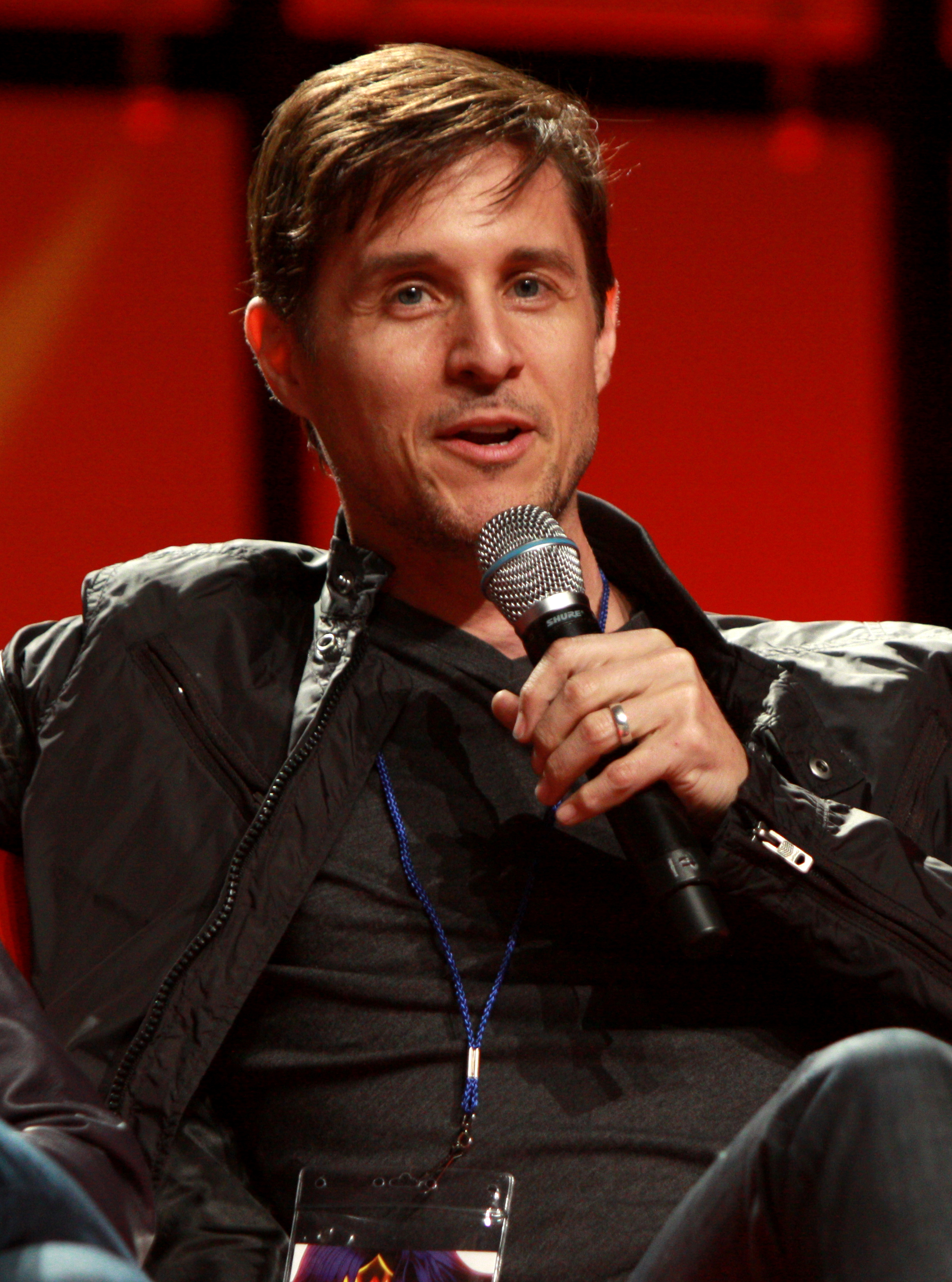
Yuri Lowenthal (* 1971)

- 1971: Yuri Lowenthal, US-amerikanischer Schauspieler und Synchronsprecher
- 1971: Janna Striebeck, deutsche Schauspielerin
- 1972: Maik Solbach, deutscher Schauspieler
- 1972: Luca Turilli, italienischer Komponist und Musiker
- 1973: Nelly Arcan, kanadische Schriftstellerin
- 1973: Jörg Bausch, deutscher Schlagersänger
- 1973: Juan Esnáider, argentinischer Fußballspieler
- 1973: Paulo Fonseca, portugiesischer Fußballspieler und -trainer
- 1973: Davide Nicola, italienischer Fußballspieler und -trainer
- 1973: Špela Pretnar, slowenische Skirennläuferin
- 1974: Matt Lucas, britischer Schauspieler
- 1974: Martin A. Hainz, österreichischer Germanist, Literatur- und Übersetzungstheoretiker
- 1974: Jens Jeremies, deutscher Fußballspieler

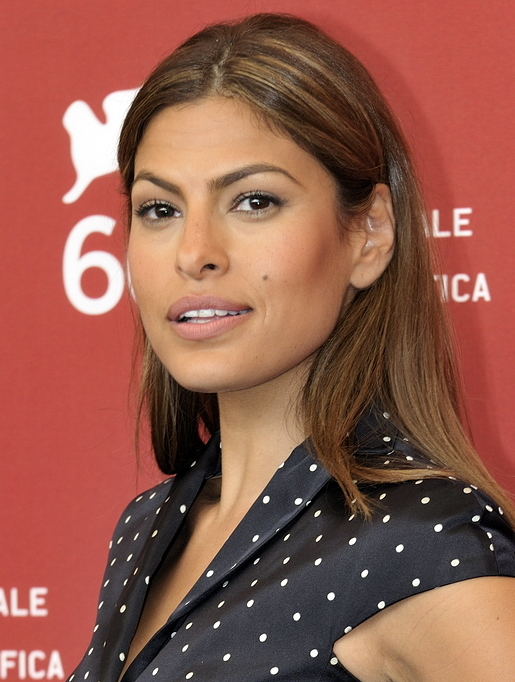
Eva Mendes (* 1974)

- 1974: Eva Mendes, US-amerikanische Schauspielerin
- 1974: Barbara Schöneberger, deutsche Fernsehmoderatorin, Schauspielerin und Sängerin
- 1975: Jolene Blalock, US-amerikanische Filmschauspielerin
- 1975: Anthony Gobert, australischer Motorradrennfahrer
- 1975: Sergei Walerjewitsch Iwanow, russischer Radrennfahrer
- 1975: Sasho Petrovski, australischer Fußballspieler

#### 1976–2000
- 1976: Šarūnas Jasikevičius, litauischer Basketballspieler
- 1976: Tomáš Martinec, deutscher Eishockeyspieler
- 1977: Jennifer Anson, palauische Judoka
- 1978: Andre Gurode, US-amerikanischer American-Football-Spieler
- 1978: Papoose, US-amerikanischer Rapper
- 1979: Philip Giebler, US-amerikanischer Automobilrennfahrer
- 1979: Simon Hallenbarter, Schweizer Biathlet
- 1979: Lars Krogh Jeppesen, dänischer Handballspieler
- 1979: Riki Lindhome, US-amerikanische Schauspielerin und Musikerin
- 1979: Youssef Mokhtari, marokkanischer Fußballspieler
- 1979: Funda Rosenland, deutsche Schauspielerin
- 1980: Jessica Boehrs, deutsche Dance-Sängerin, Fernsehmoderatorin und Schauspielerin
- 1980: Renan Luce, französischer Sänger, Komponist und Autor
- 1981: Chris Arreola, US-amerikanischer Schwergewichtsboxer
- 1981: Christian Knees, deutscher Radrennfahrer
- 1982: Daniel Carter, neuseeländischer Rugby-Union-Spieler
- 1982: Darija Aljoschkina, ukrainische Scherenschnittkünstlerin
- 1982: Tim Jerat, deutscher Fußballspieler
- 1983: Pablo Brandán, argentinischer Fußballspieler
- 1983: Patrick Wunderbaldinger, österreichischer Fußballspieler
- 1985: Mesfin Adimasu, äthiopischer Marathonläufer
- 1985: Elgin Elwais, palauischer Ringer
- 1986: Eugen Bauder, deutscher Schauspieler und Model
- 1986: Constantin von Jascheroff, deutscher Schauspieler
- 1986: Mika Newton, ukrainische Sängerin
- 1986: Florian Schöbinger, deutscher Handballspieler
- 1986: Shikabala, ägyptischer Fußballspieler
- 1986: Ellen Whitaker , britische Springreiterin
- 1987: Blaž Kavčič, slowenischer Tennisspieler
- 1987: Yūki Kawauchi, japanischer Langstreckenläufer
- 1987: Ishmael Miller, englischer Fußballspieler
- 1987: Anna Dschambulilowna Tschakwetadse, russische Tennisspielerin
- 1988: Romas Kirveliavičius, litauischer Handballspieler
- 1988: Karl Schulze, deutscher Ruderer
- 1988: Janine Urbannek, deutsche Handballspielerin
- 1989: Jake Lloyd, US-amerikanischer Schauspieler
- 1990: Danny Drinkwater, englischer Fußballspieler
- 1990: Mason Plumlee, US-amerikanischer Basketballspieler
- 1990: Anne Sila, französische Sängerin
- 1990: Léa Sprunger, Schweizer Leichtathletin
- 1990: Beatrice Venezi, italienische Dirigentin, Komponistin und Pianistin
- 1990: Lum Zhaveli, kosovarischer Schwimmer
- 1991: Andrew Burnap, US-amerikanischer Schauspieler

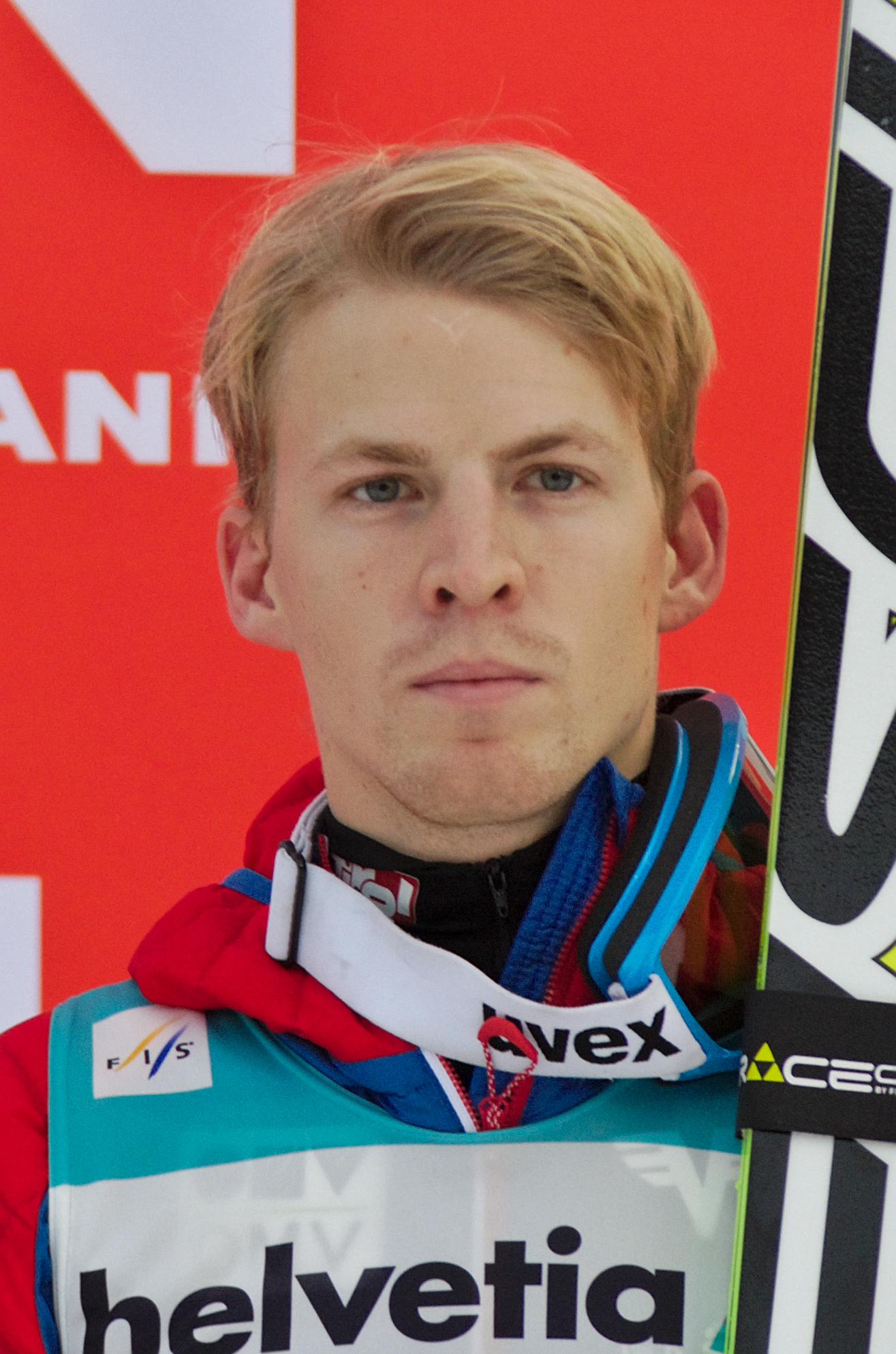
Michael Hayböck (* 1991)

- 1991: Michael Hayböck, österreichischer Skispringer
- 1991: Maxim Matlakow, russischer Schachspieler
- 1991: Ramiro Funes Mori, argentinischer Fußballspieler
- 1992: Charlott Arndt, deutsche Radsportlerin
- 1992: Kit Armstrong, US-amerikanischer Pianist und Komponist
- 1993: Alexis Gougeard, französischer Radrennfahrer
- 1993: Silvan Widmer, Schweizer Fußballspieler
- 1994: Kévin Rodrigues, französisch-portugiesischer Fußballspieler
- 1995: Sage Karam, US-amerikanischer Automobilrennfahrer
- 1995: Tobias Trautner, deutscher Fußballtorwart
- 1996: Franco Acosta, uruguayischer Fußballspieler
- 1998: Merih Demiral, türkischer Fußballspieler
- 1998: Diego Rossi, uruguayischer Fußballspieler
- 1998: Leif Torbjørn Næsvold, norwegischer Nordischer Kombinierer
- 1998: Zhang Chunyu, chinesischer Biathlet
- 1999: Madison Beer, US-amerikanische Sängerin
- 2000: Jack Aitchison, schottischer Fußballspieler

### 21. Jahrhundert
- 2002: Matthew Riccitello, US-amerikanischer Radrennfahrer
- 2002: Kayla Shyx, deutsche Schauspielerin und Webvideoproduzentin

## Gestorben

### Vor dem 18. Jahrhundert
- 0254: Lucius I., römischer Bischof
- 1021: Arnulf, Erzbischof von Reims
- 1058: Theophanu, Äbtissin von Essen
- 1094: Judith von Flandern, Gräfin von Northumbria und Herzogin von Bayern
- 1206: Thietmar, Bischof von Minden
- 1220: Roger de Vico Pisano, Bischof von Lausanne
- 1239: Hermann von Balk, erster Landmeister des Deutschen Ordens in Preußen
- 1283: Ata al-Mulk Dschuwaini, persischer Historiker
- 1319: Jean II., Dauphin von Viennois
- 1329: Juditha von Habsburg, Gräfin von Oettingen
- 1356: John Darcy, englischer Adeliger und Militär
- 1364: Nikolaus I. von Gutenburg, Abt des Benediktinerklosters Einsiedeln
- 1410: Matthäus von Krakau, Rektor der Universität Heidelberg, Bischof von Worms
- 1411: Ulrich II., Bischof von Lavant
- 1412: Alfonso de Aragón y Foix, Graf von Ribagorza, Ampurias und Prades
- 1417: Manuel III., Kaiser und Großkomnene von Trapezunt
- 1417: Jörg Kazmair, deutscher Ratschronist und Bürgermeister von München
- 1424: Johann von Waldow, Bischof von Lebus
- 1480: Peter von Andlau, elsässischer Rechtsgelehrter
- 1484: Elisabeth von Bayern, Prinzessin von Bayern-München und Kurfürstin von Sachsen
- 1489: Johannes I. Kaufmann, Abt des Zisterzienserklosters in Ebrach
- 1505: Philipp von Kleve, Bischof von Nevers, Amiens und Autun
- 1514: Thilo von Trotha, Bischof von Merseburg, Kanzler der Universität Leipzig
- 1534: Antonio da Correggio, italienischer Maler
- 1535: Lorenzo Costa, italienischer Maler
- 1539: Nuno da Cunha, portugiesischer Hofbeamter, Diplomat, Seefahrer und Militär
- 1553: Augustin Hirschvogel, deutscher Geodät und Kartograf
- 1572: Giulio Campi, italienischer Maler
- 1574: Helena von Österreich, österreichische Erzherzogin, Mitbegründerin und Nonne des Damenstifts in Hall in Tirol
- 1576: Luis de Zúñiga y Requesens, spanischer Statthalter in den Niederlanden
- 1579: Jakob Lersner, deutscher Rechtswissenschaftler, Gesandter und Hochschullehrer
- 1588: Henri I. de Bourbon, Fürst von Condé,  französischer Feldherr
- 1598: Lucas Maius, deutscher evangelischer Theologe und Dramatiker
- 1618: Barbara von Pfalz-Zweibrücken-Neuburg, Gräfin von Oettingen-Oettingen
- 1618: Johann von Schweden, Herzog von Östergötland und Finnland

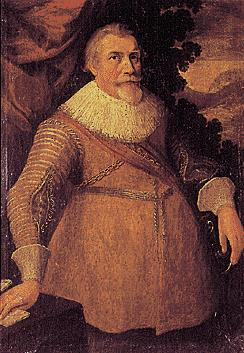
Kaspar von Fürstenberg († 1618)

- 1618: Kaspar von Fürstenberg, kurkölnischer Drost und Kurmainzer Amtmann, Landdrost
- 1622: Ranuccio I. Farnese, Herzog von Parma und Piacenza
- 1662: Johann Crüger, deutscher Komponist
- 1691: Joachim Wilhelm Marschall von Bieberstein, sachsen-merseburgischer Rat, Hofmeister und Obersteuereinnehmer
- 1691: Jean-Jacques Renouard de Villayer, französischer Jurist und Postpionier
- 1694: Vittoria della Rovere, Großherzogin von Toskana

### 18. Jahrhundert
- 1701: Richard Coote, 1. Earl of Bellomont, irischer Peer und Politiker, Kolonialgouverneur Englands in verschiedenen amerikanischen Provinzen
- 1721: Jonas Casimir von Auer, preußischer Oberst
- 1731: ʿAbd al-Ghanī an-Nābulusī, arabischer Sufi und Literat
- 1731: Johann Heinrich Müller, deutscher Astronom
- 1770: Crispus Attucks, afrikanischer Hafenarbeiter
- 1770: Gaetano Chiaveri, italienischer Baumeister und Architekt
- 1776: Yeongjo, König des koreanischen Königreiches Joseon
- 1778: Thomas Arne, britischer Komponist
- 1790: Flora MacDonald, als Heldin verehrte Jakobitin aus Schottland
- 1794: Caspar Friedrich Wolff, deutscher Physiologe, Anatom und Botaniker
- 1795: Joseph Reicha, deutscher Cellist und Komponist
- 1797: Ludwig von Angelelli de Malvezzi, preußischer Generalmajor
- 1797: Johann Philipp Julius Rudolph, deutscher Mediziner und Hochschullehrer
- 1798: Karl Ludwig von Erlach, Schweizer General

### 19. Jahrhundert
- 1803: Friedrich August Vitzthum von Eckstädt, sächsischer Kammerherr und Obersteuereinnehmer
- 1806: George Benjamin von Arnold, deutscher Land- und Justizrat
- 1811: Eugen Montag, Abt des Zisterzienserklosters in Ebrach
- 1812: Fromet Mendelssohn, deutsche Haus- und Geschäftsfrau
- 1814: Andrei Nikiforowitsch Woronichin, russischer Architekt, Bildhauer und Maler
- 1815: Franz Anton Mesmer, deutscher Arzt, Heiler und Begründer des Mesmerismus
- 1821: Gian Alfonso Oldelli, Schweizer Kapuziner, Hochschullehrer und Heimatforscher
- 1824: Franz Anton Schubert, deutscher Kirchenkomponist und Instrumentalist an der Katholischen Hofkirche Dresden

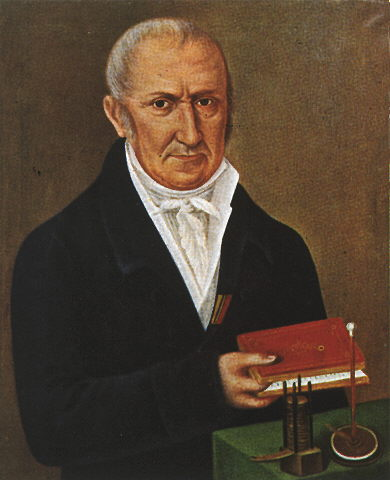
Alessandro Volta († 1827)

- 1827: Alessandro Volta, italienischer Physiker, Erfinder der Batterie und des Plattenkondensators, Pionier der Elektrizitätslehre
- 1827: Pierre-Simon Laplace, französischer Mathematiker, Physiker und Astronom
- 1829: John Adams, britischer Meuterer auf der Bounty, Mitgründer der Kolonie auf Pitcairn
- 1829: Joseph-François-Louis-Charles de Damas, französischer Adliger und Oberst
- 1839: Andreas Kretzschmer, deutscher Jurist und Volksliedforscher
- 1840: Reinhard Christian Wilhelm Aurelius Steimmig, deutscher Mediziner
- 1847: Mathias Aberle, österreichischer Mediziner
- 1847: Sigismund von Reitzenstein, badischer Diplomat und Politiker
- 1852: Sophie Gay, französische Schriftstellerin
- 1853: August Kestner, deutscher Jurist, Diplomat, Forscher, Autor, Archäologe, Zeichner und Kunstsammler
- 1856: Johann Nepomuk von Fuchs, deutscher Chemiker und Mineraloge
- 1865: Heinrich Wilhelm Schott, österreichischer Botaniker
- 1872: Angel Kantschew, bulgarischer Revolutionär und Freiheitskämpfer
- 1873: Alexis de Castillon, französischer Komponist
- 1874: Elise Schleiden, deutsche Malerin
- 1875: Johanna Gabillon, deutsche Schauspielerin
- 1875: Claude Louis Mathieu, französischer Mathematiker und Astronom
- 1876: Marie d’Agoult, französische Schriftstellerin

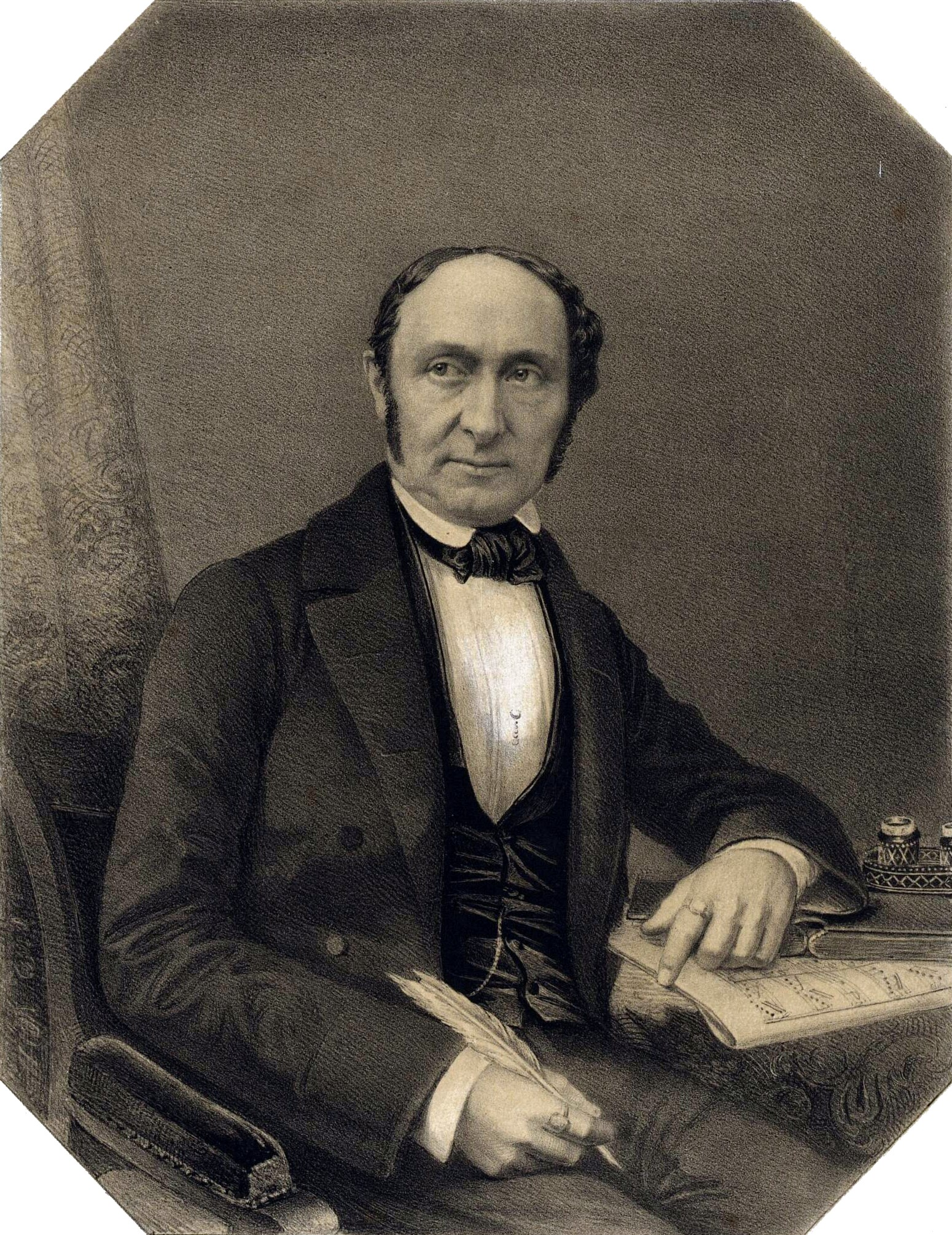
Ernst Julius Otto († 1877)

- 1877: Ernst Julius Otto, deutscher Komponist, Chorleiter und Kreuzkantor
- 1882: Gustav August von Aichelburg, deutscher Politiker
- 1882: Christoph Heinrich Boehringer, deutscher Apotheker und Unternehmer
- 1885: Heinrich von Aulock, deutscher Mediziner, Gutsbesitzer und Politiker
- 1888: Franz von Sonnenfeld, Schweizer Schriftsteller
- 1888: Robert Spiske, deutscher Priester und Gründer der Hedwigschwestern
- 1889: Johann Georg Eccarius, deutscher Arbeiteraktivist und Gewerkschafter
- 1889: Karl Emanuel Klitzsch, deutscher Organist, Komponist und Musikschriftsteller
- 1890: Johann Baptist Arbinger, deutscher Politiker
- 1891: Moritz Gröbe, deutscher Bauunternehmer und Industrieller
- 1891: Minna von Mädler, deutsche Lyrikerin und Übersetzerin
- 1893: Ali ibn Said, Sultan von Sansibar
- 1893: Hippolyte Taine, französischer Historiker und Kritiker
- 1895: Wilhelm Geiler, deutscher Auktionator und Heimatdichter
- 1895: Henry Creswicke Rawlinson, britischer Assyriologe und Diplomat
- 1895: Nikolai Semjonowitsch Leskow, russischer Schriftsteller
- 1896: Évariste de Valernes, französischer Maler
- 1899: Joseph von Egle, deutscher Architekt und württembergischer Baubeamter
- 1899: Georg Rudolf Koegel, deutscher Germanist

### 20. Jahrhundert

#### 1901–1950

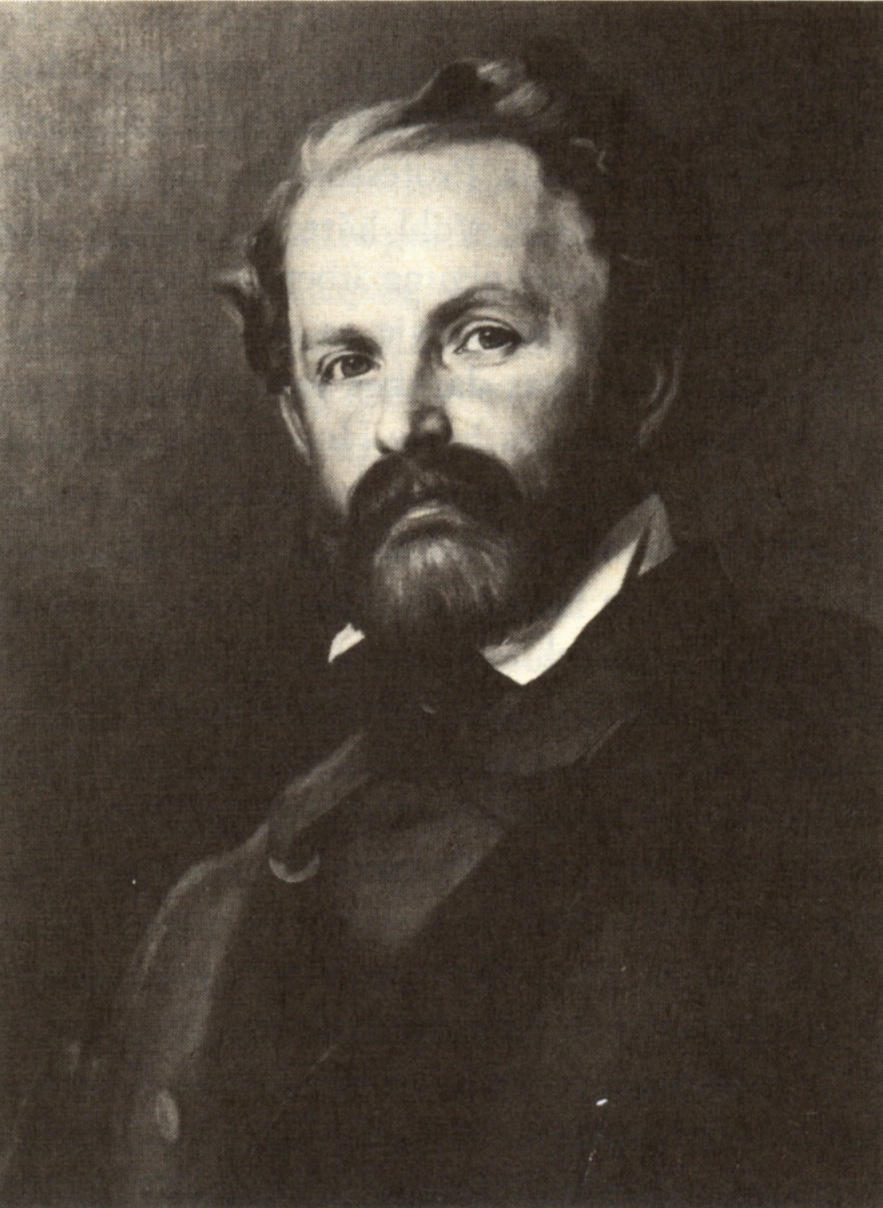
Karl Biedermann († 1901)

- 1901: Karl Biedermann, deutscher Philosoph, Staatswissenschaftler, Publizist und Politiker, Mitglied der Frankfurter Nationalversammlung, MdL, MdR

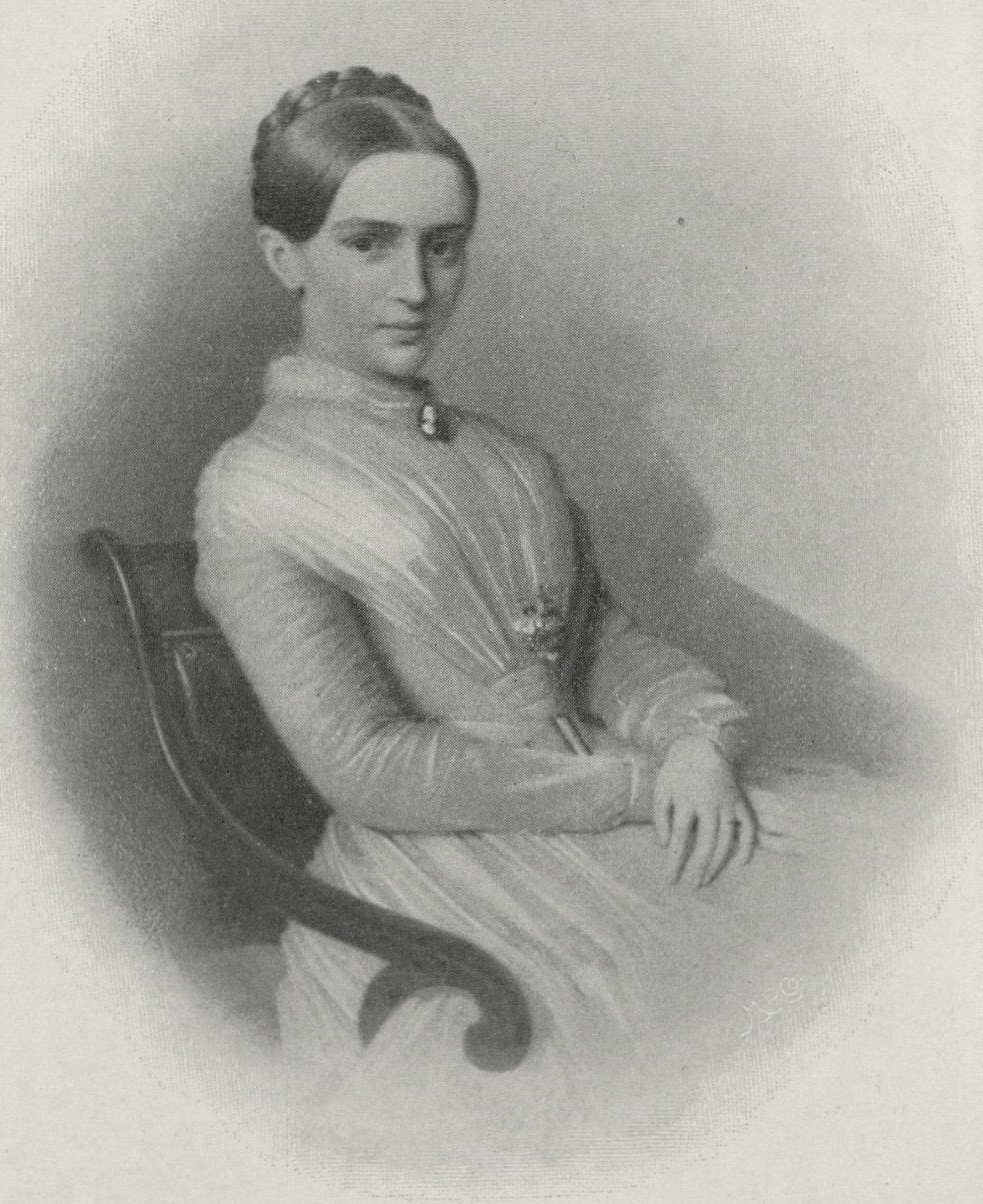
Julie von Massow († 1901)

- 1901: Julie von Massow, ökumenische Persönlichkeit
- 1902: Theodor Otto, deutscher Ingenieur und Unternehmer
- 1904: Alfred von Waldersee, deutscher Offizier und preußischer Generalfeldmarschall, Chef des Großen Generalstabs
- 1907: Friedrich Blass, deutscher Altphilologe
- 1908: Hans Glauning, deutscher Offizier
- 1911: Gottlob Theuerkauf, deutscher Maler und Lithograf
- 1912: Rochus von Liliencron, deutscher Germanist und Musikhistoriker
- 1914: Georgi Jakowlewitsch Sedow, russischer Marineleutnant und Polarforscher
- 1916: Theodor Deppe, deutscher Lehrer und Heimatforscher
- 1917: Manuel José de Arriaga, portugiesischer Politiker, Staatspräsident
- 1918: Domenico Serafini, italienischer Geistlicher, Erzbischof von Spoleto, Kardinal

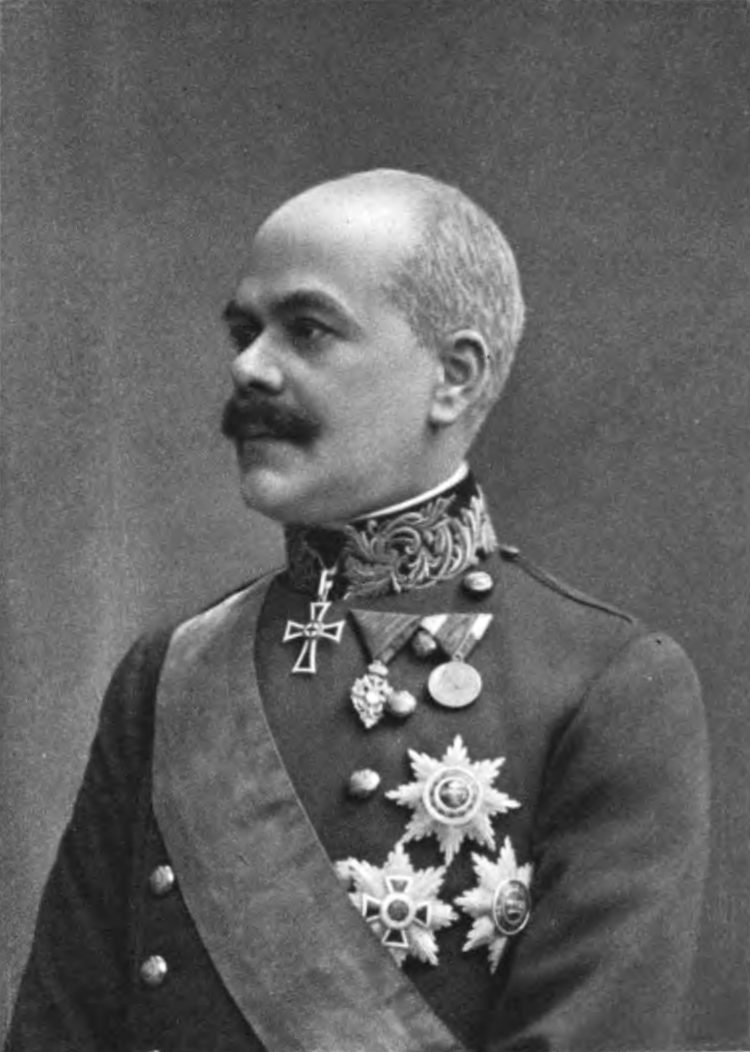
Ernest von Koerber († 1919)

- 1919: Ernest von Koerber, österreichischer Politiker, mehrfacher Minister, Ministerpräsident
- 1922: Richard Schöne, deutscher Archäologe
- 1923: Dora Pejačević, kroatische Komponistin
- 1925: Max Bernstein, deutscher Jurist, Kritiker und Dramatiker
- 1925: Johan Ludwig Jensen, dänischer Mathematiker
- 1925ː Barbara Pacher von Theinburg, deutsch-österreichische Frauenrechtlerin
- 1925: Michel Verne, französischer Schriftsteller
- 1926: Horațiu Dimitriu, rumänischer Maler
- 1926: Otto Ernst, deutscher Schriftsteller
- 1927: Franz Mertens, deutscher Mathematiker
- 1928: Georges Guiraud, französischer Komponist, Organist und Musikpädagoge
- 1928: Emil Mayrisch, luxemburgischer Stahlindustrieller und Präsident des Direktoriums des Stahlkonzerns Arbed

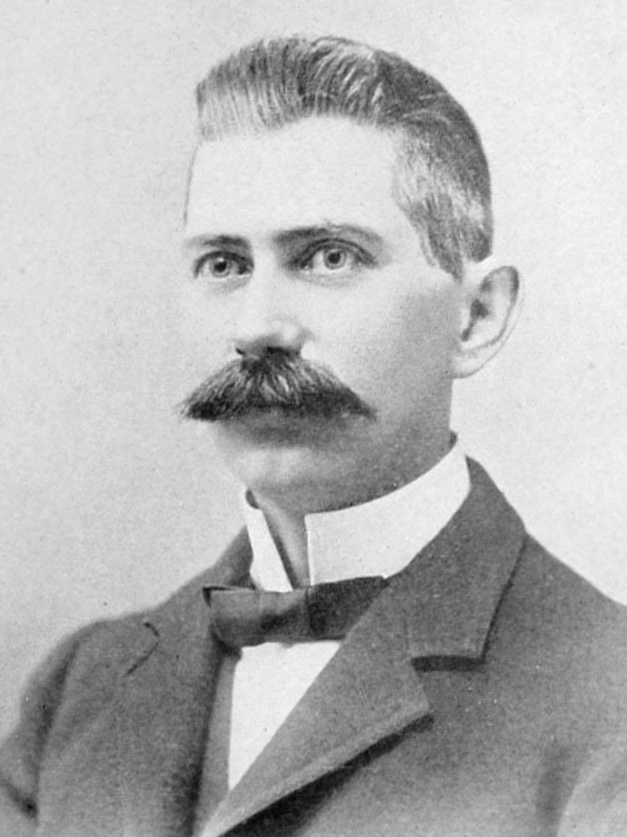
David Dunbar Buick († 1929)

- 1929: David Dunbar Buick, US-amerikanischer Ingenieur, Erfinder und Industrieller
- 1930: Lyman Hine, US-amerikanischer Bobsportler, Olympiamedaillengewinner
- 1930: Christine Ladd-Franklin, US-amerikanische Mathematikerin (Logik) und Psychologin
- 1930: Paul Morard, Schweizer Jurist und Politiker
- 1932: Peder Kolstad, norwegischer Politiker, Ministerpräsident
- 1932: Jan Thorn Prikker, niederländischer Künstler
- 1935: Hans Schemm, deutscher Lehrer und Politiker, MdL, Gauleiter von Oberfranken und der Bayerischen Ostmark, Reichswalter des Nationalsozialistischen Lehrerbunds (NSLB), MdR, Landesminister
- 1936: Friedrich Wilhelm Ruhfus, deutscher Buchdrucker, Unternehmer und Verleger
- 1939: Moriz von Kuffner, österreichischer Brauunternehmer (Ottakringer Brauerei), Mäzen und Bergsteiger
- 1939: John G. Sargent, US-amerikanischer Jurist und Politiker, Minister
- 1940: Cai Yuanpei, chinesischer Pädagoge und Rektor der Peking-Universität
- 1942: Kurt Lück, deutscher Volkskundler und Minderheitenaktivist in Polen, SS-Offizier
- 1943: Bedřich Václavek, tschechischer Literaturkritiker und Theoretiker
- 1944: Edward Cooke Armstrong, US-amerikanischer Romanist und Mediävist
- 1944: Hans Großmann-Doerth, deutscher Jurist, Vertreter des Ordoliberalismus
- 1944: Rudolf Harbig, deutscher Leichtathlet, Olympiamedaillengewinner
- 1944: Hermann Wätjen, deutscher Historiker
- 1945: Ernst von Harnack, deutscher Politiker, Regierungspräsidenten zu Merseburg, und Widerstandskämpfer gegen den Nationalsozialismus
- 1945: Hasso von Boehmer, deutscher Offizier im Generalstab, Widerstandskämpfer des 20. Juli 1944
- 1945: Ludwig Landmann, deutscher Kommunalpolitiker, Oberbürgermeister von Frankfurt am Main
- 1947: Benjamin Markowitsch Blumenfeld, russischer Schachspieler
- 1947: Alfredo Casella, italienischer Komponist, Musiker und Musikkritiker
- 1947: Carl Mannich, deutscher Chemiker
- 1949: Walter Gresham Andrews, US-amerikanischer Politiker, Mitglied des Repräsentantenhauses

#### 1951–2000
- 1952: Georg Arends, deutscher Pflanzenzüchter und Gärtner
- 1952: Wladimir Wladimirowitsch Schtscherbatschow, russischer Komponist
- 1953: Herman J. Mankiewicz, polnisch-US-amerikanischer Hollywood-Drehbuchautor

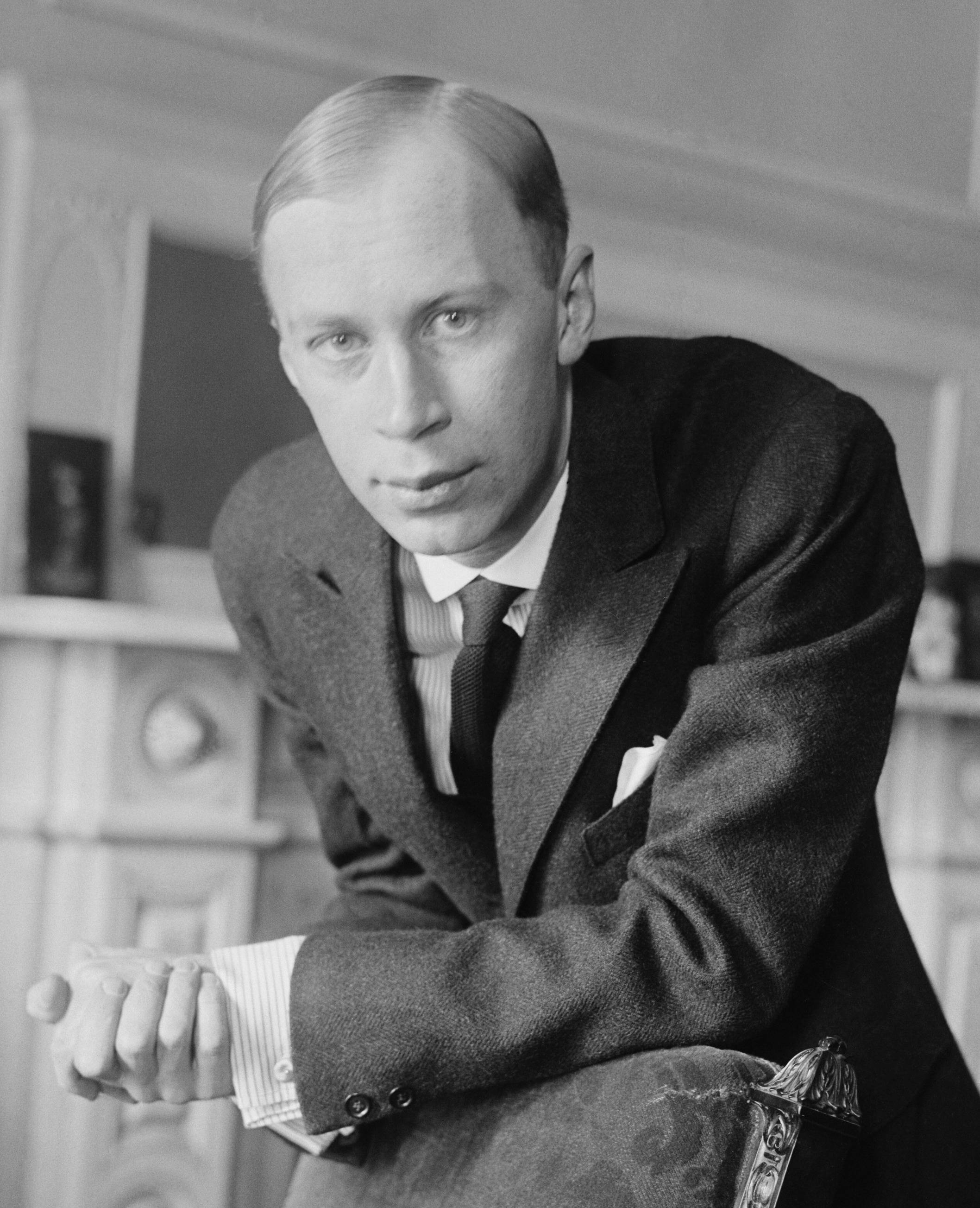
Sergei Prokofjew († 1953)

- 1953: Sergei Sergejewitsch Prokofjew, russischer Pianist und Komponist
- 1953: Josef Stalin, sowjetischer Politiker, kommunistischer Generalsekretär, Ministerpräsident, Marschall der Sowjetunion und Diktator
- 1954: Kishida Kunio, japanischer Dramatiker
- 1956: Erich Itor Kahn, deutscher Musiker und Komponist
- 1961: Kjeld Abell, dänischer Schriftsteller
- 1961: Werner Schendell, deutscher Schriftsteller (Pseudonym Roman Quitt)
- 1961: Ferdinand Werner, deutscher Lehrer und Politiker, MdR, MdL, erster nationalsozialistischer Staatspräsident Hessens
- 1962: Otakar Jeremiáš, tschechischer Komponist
- 1962: Wendelin Überzwerch, deutscher Schriftsteller
- 1962: Libero Liberati, italienischer Motorradrennfahrer
- 1963: Patsy Cline, US-amerikanische Country-Sängerin
- 1963: Cowboy Copas, US-amerikanischer Country-Musiker
- 1963: Hawkshaw Hawkins, US-amerikanischer Country-Sänger
- 1964: Milton Manaki, osmanischer Filmpionier
- 1964: Carl Maria Splett, deutscher Priester, Bischof von Danzig, Administrator der polnischen Diözese Kulm

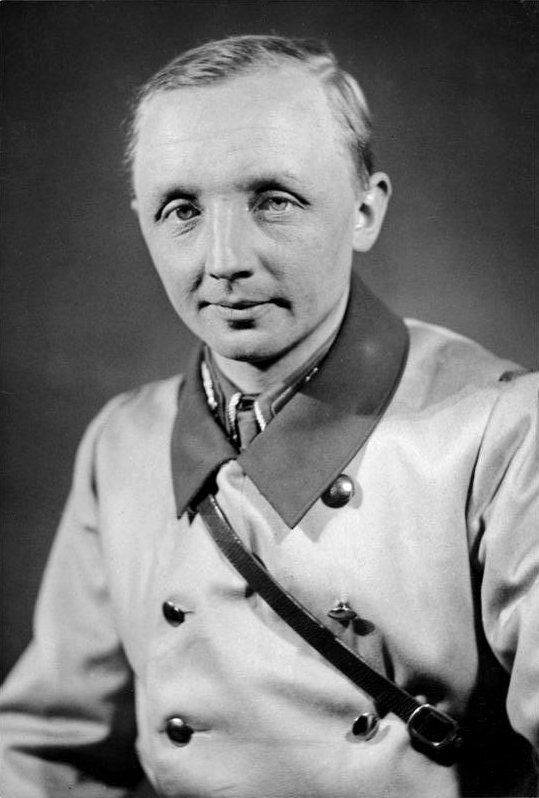
Johann von Leers († 1965)

- 1965: Johann von Leers, deutscher Publizist und Historiker, antisemitischer Propagandist
- 1965: Hans Meyboden, deutscher Maler
- 1966: Anna Andrejewna Achmatowa, russische Dichterin und Schriftstellerin
- 1967: Mischa Auer, US-amerikanischer Film- und Theaterschauspieler
- 1967: Mohammad Mossadegh, iranischer Politiker, Abgeordneter, Minister, Premierminister
- 1968: Joseph Malouf, libanesischer Erzbischof
- 1968: Ferdinand Metzenauer, deutscher Schachkomponist
- 1969: Hans Ekstrand, deutscher Politiker, MdB
- 1970: Werner Jacobi, deutscher Politiker, MdL, MdB
- 1970: Ernst Sagebiel, deutscher Architekt
- 1973: Paul Kletzki, Schweizer Dirigent und Komponist polnischer Herkunft
- 1973: Helmut Körnig, deutscher Leichtathlet
- 1975: Erwin Balzer, deutscher evangelisch-lutherischer Pfarrer und Bischof im Nationalsozialismus
- 1977: Isaac Nemiroff, US-amerikanischer Komponist, Musikpädagoge und -wissenschaftler
- 1977: Tom Pryce, britischer Automobilrennfahrer
- 1977: Geer van Velde, niederländischer Maler
- 1979: Dore Jacobs, deutsche Pädagogin
- 1980: Wilhelm Hoegner, deutscher Jurist und Politiker, MdR, MdB, MdL, Landesminister, Ministerpräsident
- 1980: Winifred Wagner, deutsche Leiterin der Bayreuther Festspiele
- 1981: Brenda de Banzie, britische Schauspielerin

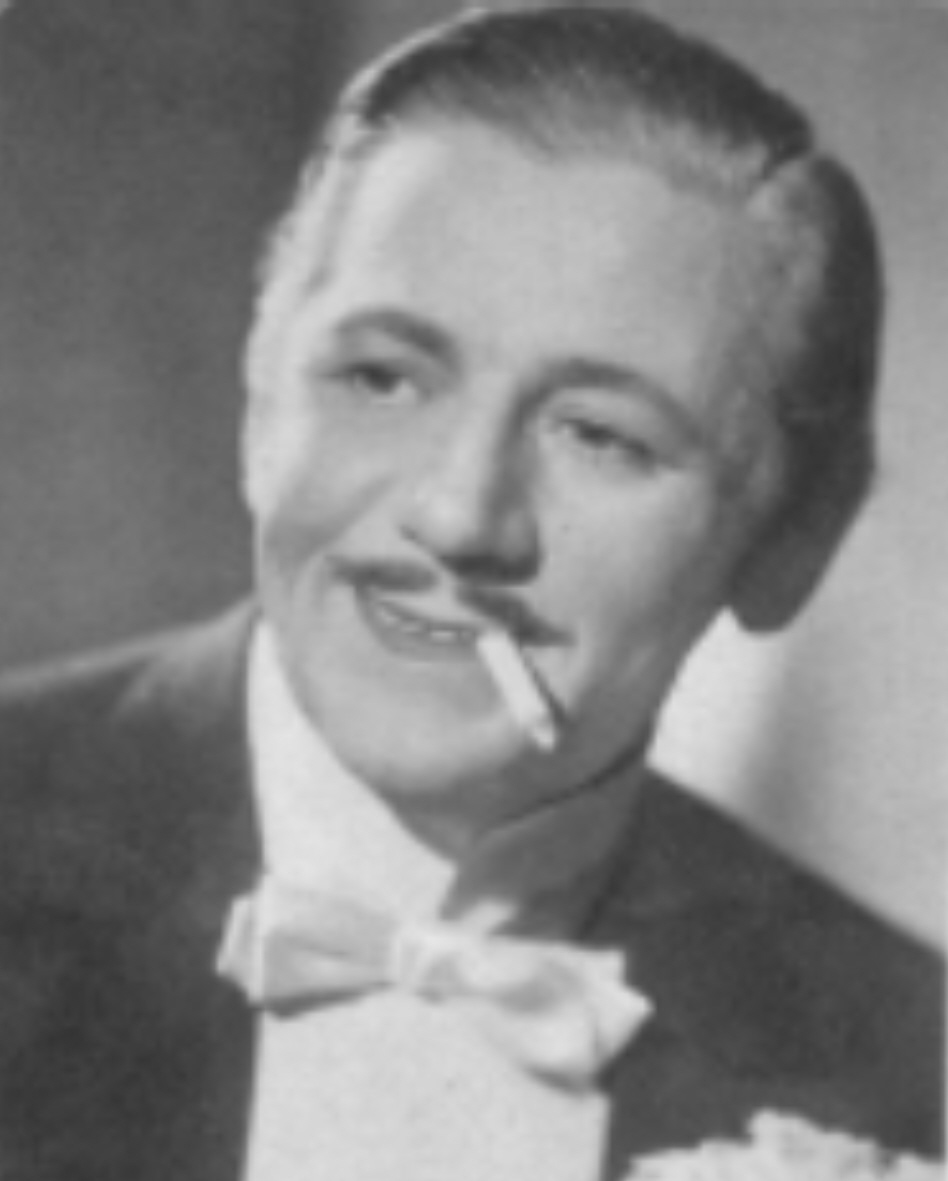
Paul Hörbiger († 1981)

- 1981: Paul Hörbiger, österreichischer Schauspieler
- 1981: Karl Springenschmid, österreichischer Schriftsteller
- 1982: John Belushi, US-amerikanischer Sänger und Filmschauspieler
- 1982: Heinz Heck, deutscher Biologe und Zoodirektor in München
- 1983: Ricardo Rodríguez-Cavazos, US-amerikanischer Automobilrennfahrer
- 1983: Otto Zierer, deutscher Schriftsteller
- 1984: Schalwa Mschwelidse, georgischer Komponist, Hochschullehrer und Musikethnologe
- 1984: William Powell, US-amerikanischer Schauspieler
- 1985: Oskar Ritter, deutscher Fußballspieler
- 1986: Franciska Clausen, deutsch-dänische Malerin
- 1986: Helmut Thielicke, deutscher Theologe
- 1987: Ludwig Apfelbeck, österreichischer Ingenieur und Konstrukteur von Verbrennungsmotoren
- 1987: Josef Gregor, deutscher Philologe und Musikpädagoge
- 1989: Egon Reimers, deutscher Theaterschauspieler
- 1990: Edmund Conen, deutscher Fußballspieler
- 1992: Karin Hardt, deutsche Schauspielerin
- 1992: Harry Ristock, deutscher Politiker, MdL, Senator
- 1993: Hans Christian Blech, deutscher Schauspieler
- 1993: Cyril Collard, französischer Regisseur
- 1993: Herschel Daugherty, US-amerikanischer Filmregisseur und Schauspieler
- 1994: Gianni Agus, italienischer Schauspieler
- 1994: Paul Vincze (Pál Vincze), ungarisch-britischer Medailleur
- 1995: Frieda Belinfante, niederländisch-amerikanische Dirigentin, Musikerin und Widerstandskämpferin
- 1995: Erwin Verstegen, niederländischer Bogenschütze
- 1996: Fritz Huschke von Hanstein, deutscher Motorsportler
- 1997: Josef Ackermann, deutscher Politiker
- 1999: Alfred Denning, britischer Richter im House of Lords und am Court of Appeal, Master of the Rolls
- 1999: Parker McKenzie, US-amerikanischer Kiowa-Sprachwissenschaftler
- 2000: Miriam Becker Mazur, amerikanische Mathematikerin
- 2000: Hermann Ebeling, deutscher Schauspieler
- 2000: Lolo Ferrari, französische Pornodarstellerin und Sängerin
- 2000: Daniel Abraham Yanofsky, kanadischer Schachspieler
- 2000: Mary Elliott, US-amerikanische Schauspielerin

### 21. Jahrhundert
- 2003: Gerhard Rosenfeld, deutscher Komponist
- 2004: Carlos Julio Arosemena Monroy, ecuadorianischer Rechtsanwalt und Politiker
- 2005: Morris Engel, US-amerikanischer Photograph, Kameramann, Drehbuchautor und Regisseur
- 2006: Richard Kuklinski, US-amerikanischer Schwerverbrecher
- 2006: Milan Babić, serbischer Politiker, Präsident der Republik Serbische Krajina, Kriegsverbrecher
- 2006: Denise Soriano, französische Geigerin
- 2007: José Ivo Lorscheiter, brasilianischer Priester, Bischof von Santa Maria
- 2008: Joseph Weizenbaum, deutsch-US-amerikanischer Informatiker und Wissenschaftskritiker
- 2010: Philip Langridge, britischer Opern- und Oratoriensänger, lyrischer Tenor
- 2011: Alberto Granado, kubanischer Biochemiker, Reisegefährte Che Guevaras
- 2012: Robert Bernard Sherman, US-amerikanischer Komponist
- 2013: Hugo Chávez, venezolanischer Offizier und Politiker, Staatspräsident

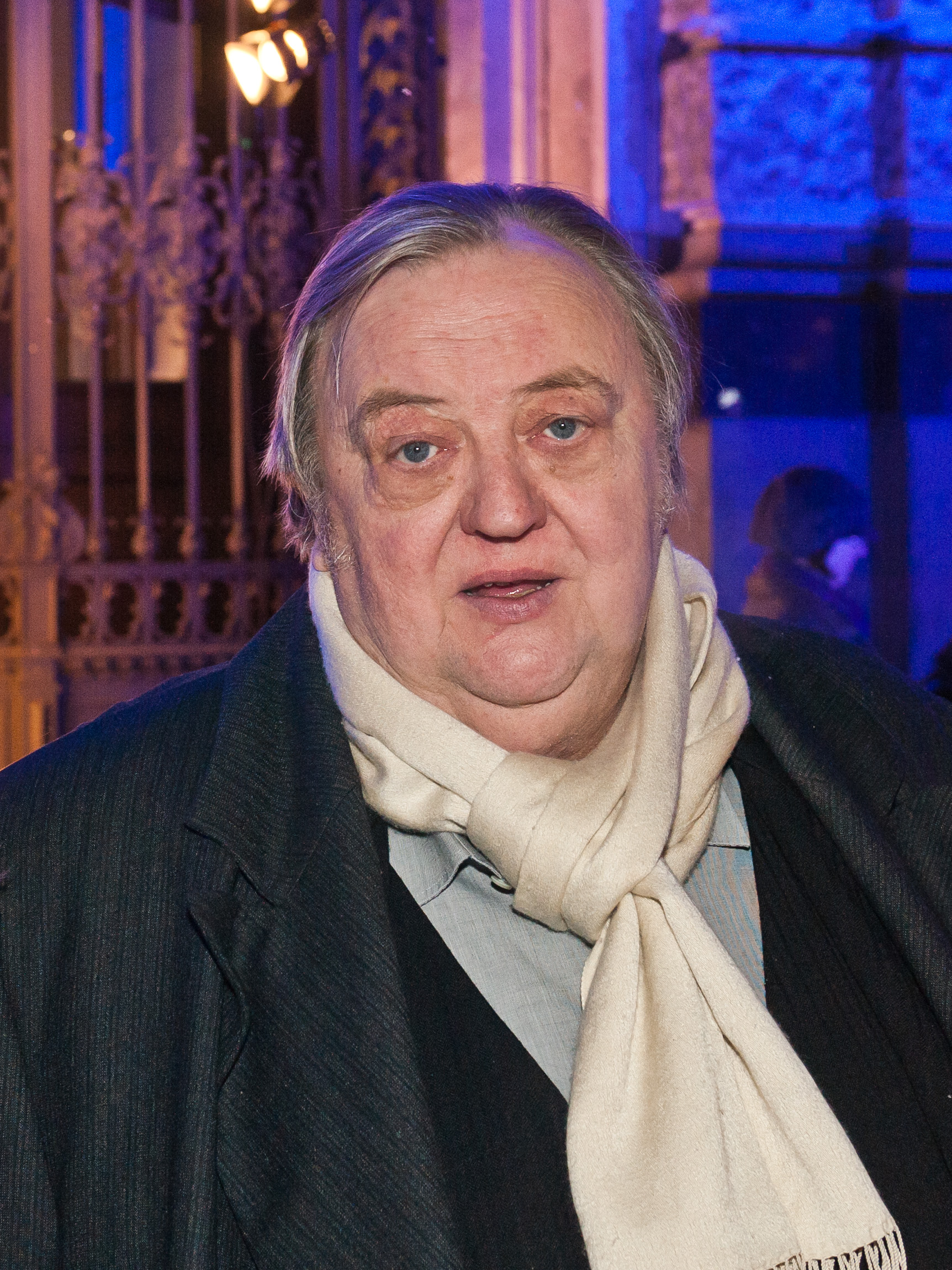
Dieter Pfaff († 2013)

- 2013: Dieter Pfaff, deutscher Schauspieler und Regisseur
- 2013: William A. Moody, US-amerikanischer Wrestler und Wrestling-Manager
- 2014: János Gosztonyi, ungarischer Schauspieler, Regisseur und Dramatiker
- 2015: Klaus Basikow, deutscher Fußballspieler
- 2015ː Evelyn Furtsch, US-amerikanische Leichtathletin, Olympiasiegerin
- 2016: Nikolaus Harnoncourt, österreichischer Cellist und Dirigent
- 2016: Ray Tomlinson, US-amerikanischer Informatiker, Entwickler des E-Mail-Nachrichtensystems
- 2017: Kurt Moll, deutscher Opernsänger
- 2017: Georg Schmuttermayr, deutscher Theologe
- 2018: Helmut Maucher, deutscher Manager
- 2018: Hayden White, US-amerikanischer Literaturwissenschaftler und Historiker
- 2021: Michèle Angirany, französische Skilangläuferin
- 2021: Jerzy Boniecki, polnischer Schwimmer
- 2021: Muhammad as-Sahhaf, irakischer Politiker
- 2021: Czesława Stopka, polnische Skilangläuferin
- 2022ː Katharina Steib, Schweizer Architektin
- 2022: Nils Dag Strømme, norwegischer Boxer
- 2023: Romualdo Arppi Filho, brasilianischer Fußballschiedsrichter
- 2023: Richard Aylmer, britischer Skilangläufer
- 2023: Klaus-Michael Bonsack, deutscher Rennrodler
- 2023: Sharifa Fadel, ägyptische Sängerin und Schauspielerin
- 2023: Allan Jay, britischer Fechter
- 2023: Shōzō Sasahara, japanischer Ringer
- 2023: Imre Vágyóczky, ungarischer Kanute
- 2025ː Pamela Bach, US-amerikanische Schauspielerin
- 2025ː Sandra Harding, US-amerikanische Philosophin, Autorin und Feministin

## Feier- und Gedenktage
- Kirchliche Gedenktage
  - Hermann Friedrich Kohlbrügge, niederländischer Prediger (evangelisch)
- Namenstage
  - Gerda, Olivia, Dietmar
- Brauchtum
  - China: Lei-Feng-Tag
- Gedenktage internationaler Organisationen
  - Tag der europäischen Vermessung und Geoinformation

Weitere Einträge enthält die Liste von Gedenk- und Aktionstagen.